# Hydro-Québec
Hydro-Québec (рус. Идро́-Кебе́к) — канадская государственная компания, основанная в 1944 году. Местопребывание её руководства находится в Монреале. Она отвечает за производство, транспортировку и сбыт электроэнергии в Квебеке.
Располагая 60 гидроэлектростанциями и одной атомной электростанцией, Hydro-Québec является главным производителем электроэнергии в Канаде и крупнейшим производителем гидроэлектроэнергии в мире. Установленная мощность его оборудования составляет 36 671 мегаватт (МВт), а число его клиентов в 2010 составило 4 миллиона субъектов.
Благодаря тому, что Hydro-Québec интенсивно и непрерывно на протяжении полувека развивал гидроэнергетику — построил электростанции Берсими, расширил электростанции Боарнуа, Карийон, Маник-Утард, Черчилл-Фолс и гигантский проект Залив Джеймс,— Квебек смог уменьшить свою зависимость от органического топлива. В 2006 энергетика являлась главным источником первичной энергии, потреблённой в Квебеке, и составляла 40,4 % квебекского энергетического баланса. Между тем, это повлияло на коренное население, проживавшее в Северном Квебеке, которое было категорически против сооружения и эксплуатации Квебеком гидроэлектростанций.
С самого своего основания Hydro-Québec играет определяющую роль в экономическом развитии Квебека судя по размеру и частоте его инвестиций, по развитию признанной экспертизы — особенно в области инженерного консалтинга, транспортировки электроэнергии и управления крупными инфраструктурными проектами — и по его способности производить большое количество электроэнергии по низкой цене.
Увеличение издержек энергетики в 2000-х, низкие процентные ставки и выработка международного консенсуса по вопросу о климатических изменениях оказали положительное влияние на прибыль Hydro-Québec. С 2005 по 2009 предприятие выплатило 10 миллиардов канадских долларов дивидендов правительству Квебека, по-прежнему гарантируя квебекцам стабильные и единообразные ставки тарифов на электроэнергию, являющиеся одними из самых низких в Северной Америке.

## История

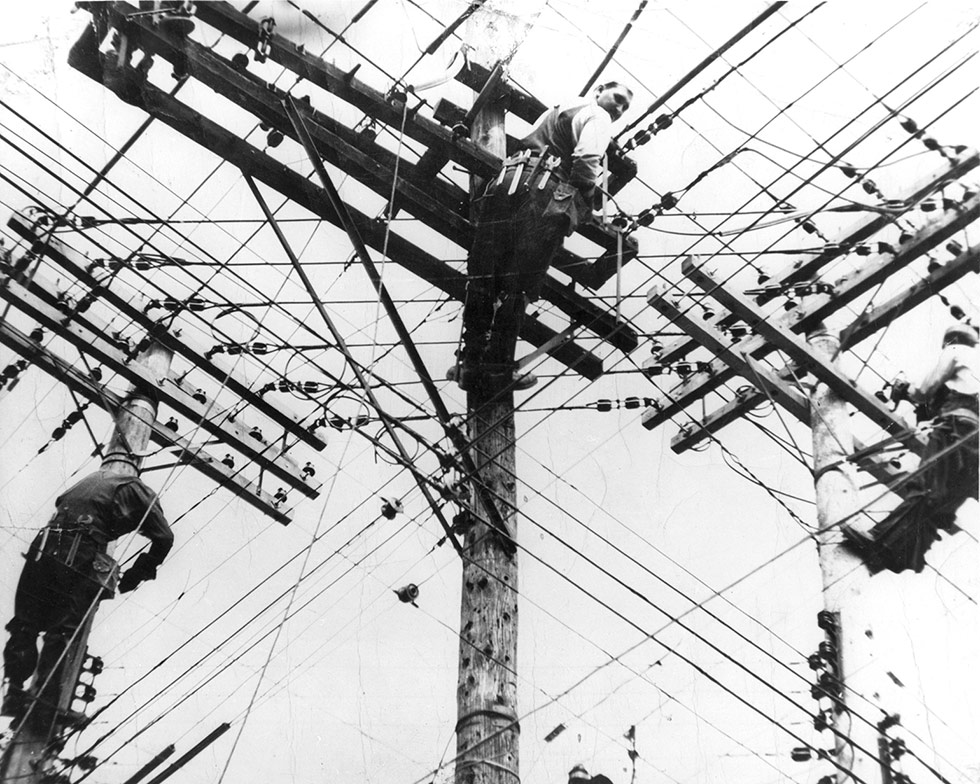
Монтажники линии Montreal Light, Heat and Power.

В годы, последовавшие за Великой депрессией 1930-х, возникают требования вмешательства правительства в сектор энергетики. Всё больше упрекают «электрический трест»: его тарифы считаются чрезмерными, а прибыли — излишними. Под влиянием национализации производства и муниципализации распределения, проведённых в Онтарио сэром Адамом Беком в начале XX века, такие деятели, как Филип Амель и Т.-Д. Бушар, предлагают перенять опыт соседней провинции. Придя к власти в 1939 году, Аделяр Годбу разделяет идеи сторонников национализации. Он заявляет о неэффективности системы, управляемой интересами англоязычных, а также о тайной связи между двумя главными субъектами — Montreal Light, Heat and Power (MLH&P) и Shawinigan Water and Power,— которую он называет «гнусной и порочной экономической диктатурой».

### Две национализации

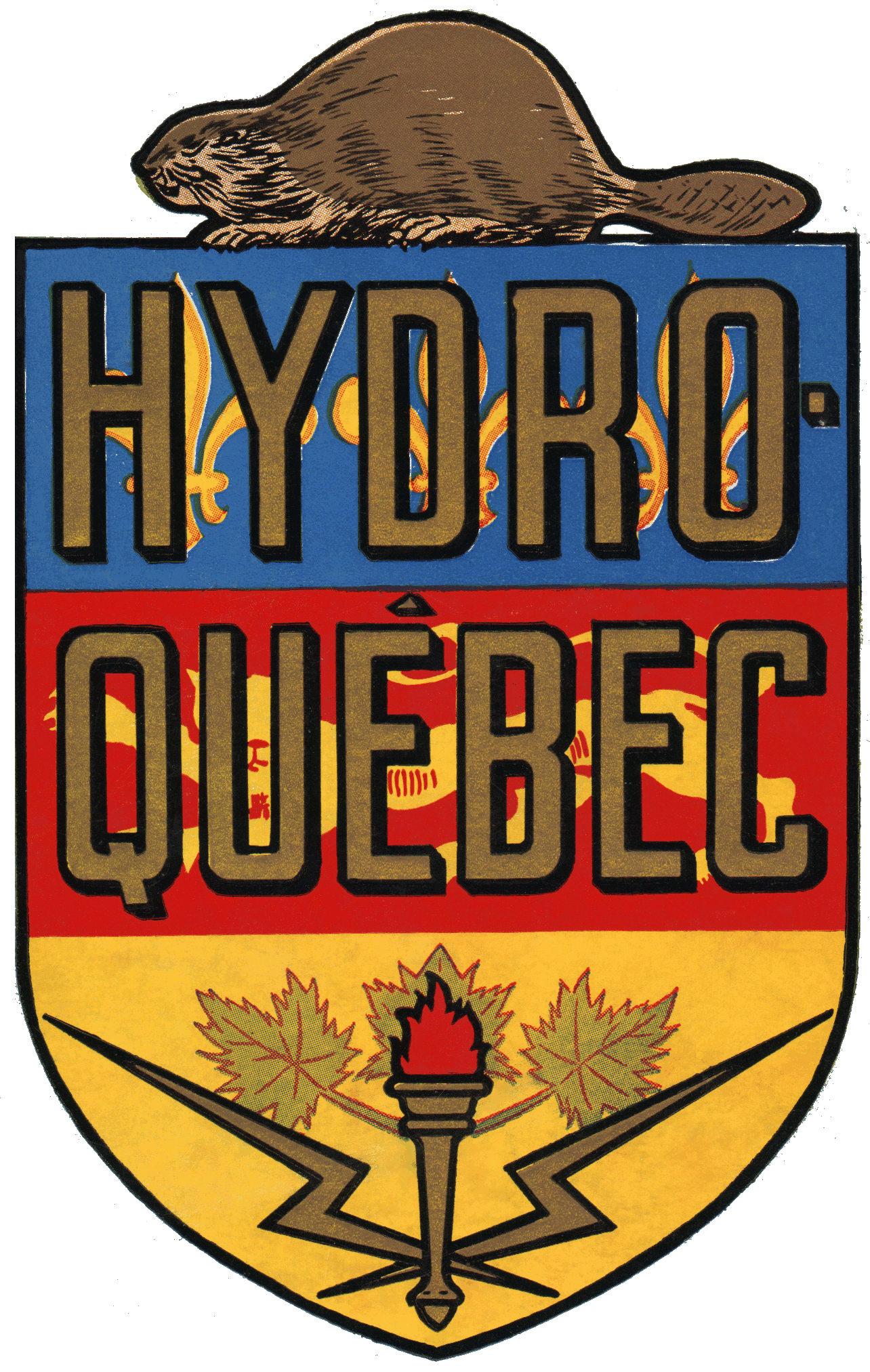
Первый логотип (1944—1964) Hydro-Québec

#### Первые годы
Осенью 1943 года правительство Годбу вносит законопроект о начале контроля над MLH&P, обладающей монополией в основной зоне Монреаля. 14 апреля 1944 года Законодательное собрание Квебека принимает закон, создающий коммерческое предприятие в государственной собственности — Commission hydroélectrique de Québec (Квебекская гидроэнергетическая комиссия), сокращённо Hydro-Québec. По закону новой компании доверены полномочия по «поставке электроэнергии […] по как можно низшим тарифам в соответствии с разумным финансовым управлением», по восстановлению ветхой электрической сети и по развитию электрификации сельских областей, не обслуживаемых существующими предприятиями.
Приобретение контрольного пакета акций MLH&P происходит на следующий день, 15 апреля 1944 года. Поражение либеральной партии Годбу, нанесённое ей несколькими месяцами позже Национальным союзом Мориса Дюплесси, не затрагивает этого решения. Министр Дэниел Джонсон, с 1966 по 1968 годы являвшийся премьер-министром, находится в числе тех, кто поддерживает развитие Hydro-Québec.
Новое руководство скоро отдаёт себе отчёт в том, что оно должно быстро увеличить свою производственную мощность, если хочет выдержать увеличение спроса. В 1948 году Hydro-Québec приступает к работе над второй фазой электростанции Боарнуа, которая завершится в 1953 году. Закончив этот проект, компания берётся за сооружение двух электростанций на реке Бетсиамит в Кот-Норе в 700 км от Монреаля. Строительство электростанций Берсими-1 и Берсими-2 заканчивается между 1953 и 1959 годами. Они представляют собой первую техническую пробу и прообраз развития Северного Квебека в следующие десятилетия.

#### Тихая революция

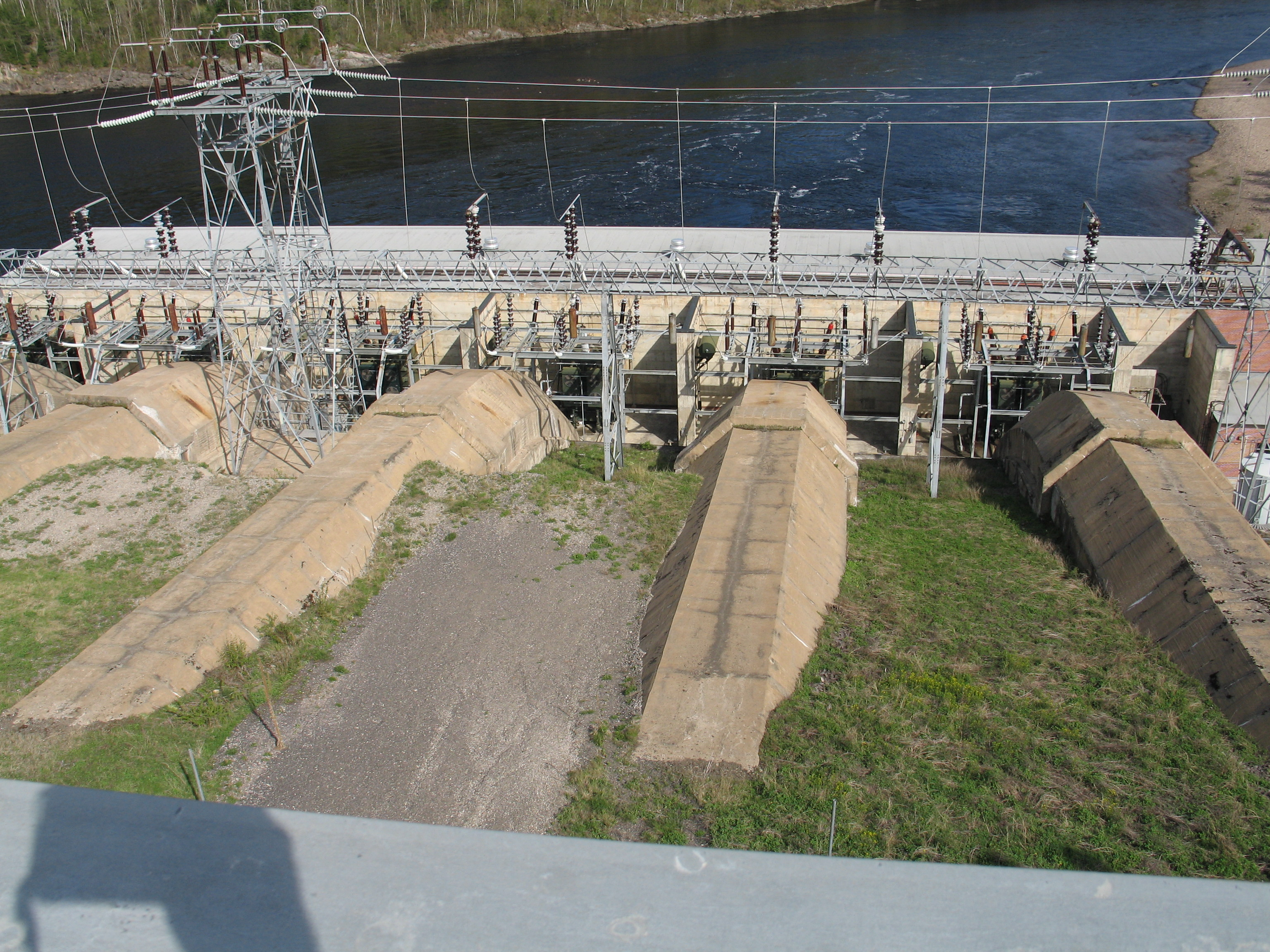
Электростанция Транш мощностью 302 МВт была приобретена у Shawinigan Water and Power Company. Её сооружение было завершено в 1950 году

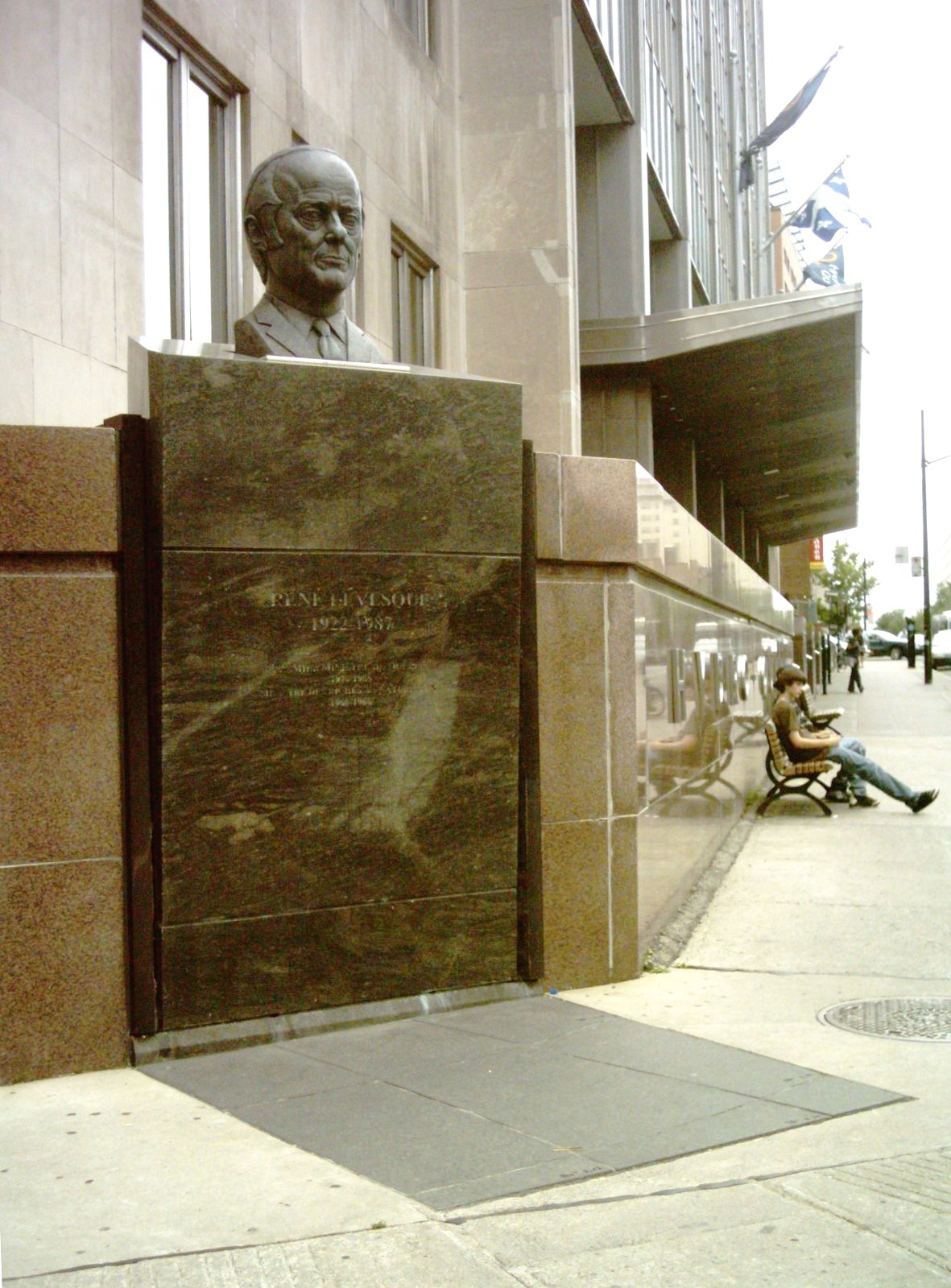
Бюст Рене Левека перед местопребыванием руководства Hydro-Québec в Монреале

Тихая революция не прерывает размещения новых плотин. Напротив, она даёт ему новый толчок под управлением Рене Левека, который наследует пост министра, ответственного за Hydro-Québec, после избрания «классной команды» Жана Лесажа. Министр одобряет продолжение проектов и готовится к национализации 11 частных компаний, преобладающих в производстве и распределении в большей части областей Квебека.
12 февраля 1962 года Левек начинает свою кампанию по национализации. В речи, произнесённой перед представителями промышленности, он выступает против текущего положения и «такого необычайного и дорогостоящего беспорядка». Он добавляет также, что реформа поспособствует «разумному устройству нашей экономики». Затем министр объезжает Квебек, чтобы успокоить население и опровергнуть аргументы Shawinigan Water & Power — главного противника проекта. 4 и 5 сентября 1962 года на тайном заседании совета министров в рыболовном лагере озера Лак-а-л’Эполь ему удаётся убедить своих коллег из либерального правительства поддержать национализацию. Этот вопрос будет впоследствии ключевым на досрочных всеобщих выборах. Избранная тема обсуждений — «Хозяева у себя».
В ноябре 1962 года правительство Лесажа переизбирается и Рене Левек решительно продолжает начатое дело: Hydro-Québec выпускает публичное предложение покупки акций и покупает все акции 11 частных компаний на сумму 604 миллиона долларов. Почти все электрические кооперативы и часть муниципальных сетей также принимают бид и присоединяются. 1 мая 1963 года Hydro-Québec становится, таким образом, крупнейшим квебекским поставщиком электроэнергии.

### 1960-е и 1970-е годы
Вскоре после национализации 1963 года Hydro-Québec продвигает три крупных дела. Удвоение в размере заставляет его реорганизоваться для включения новых филиалов в существующие структуры, по-прежнему оставляя рабочим языком предприятия французский. В то же время он должен стандартизировать отступающие от нормы сети, что делает неизбежным перевод тысяч клиентов из Абитиби на стандартную частоту 60 герц. И всё это одновременно с сооружением другого крупного гидроэлектрического комплекса в Кот-Норе.

#### Маник-Утард

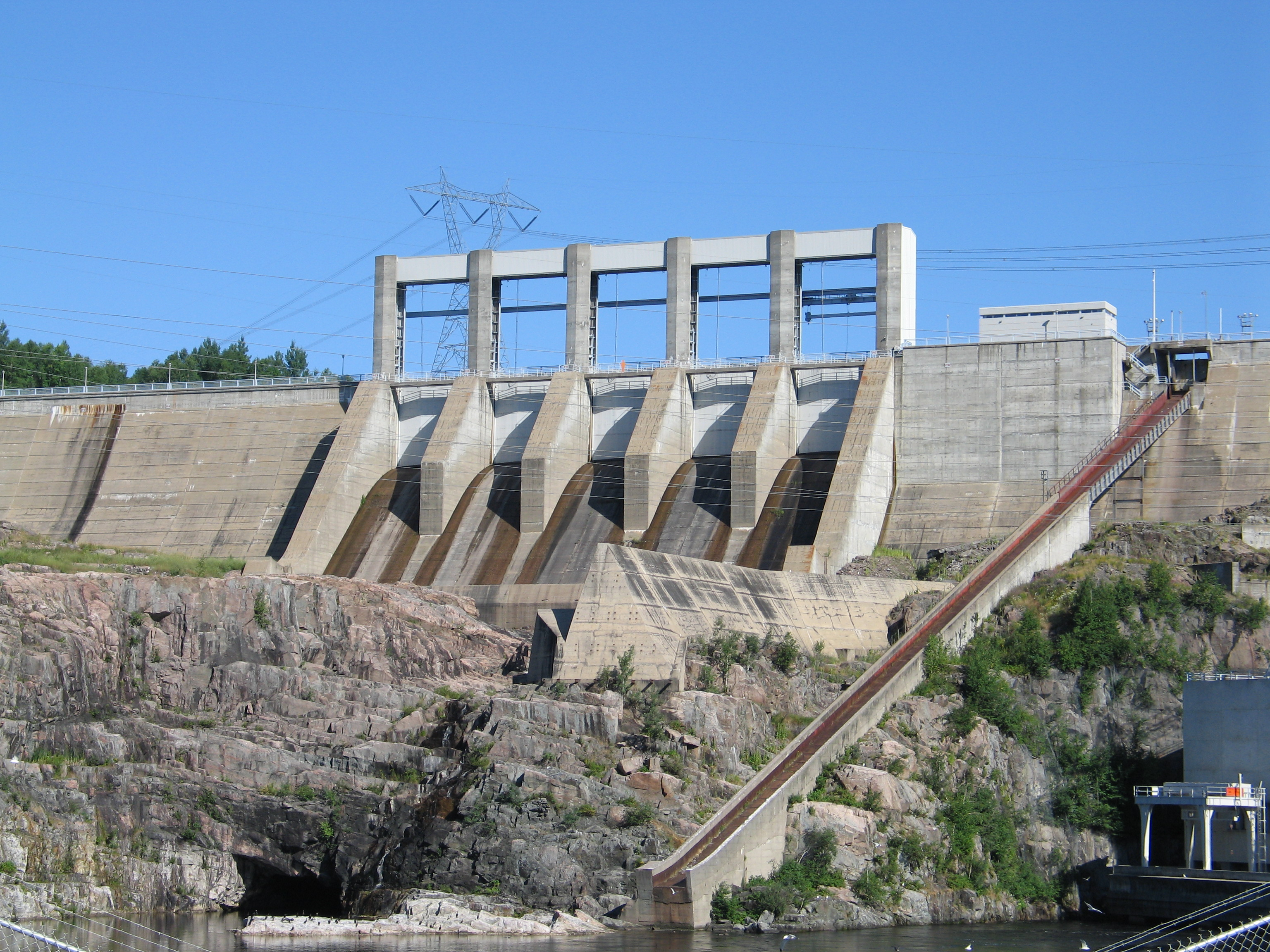
Электростанция Жан-Лесаж (б. Маник-2), построенная между 1961 и 1965

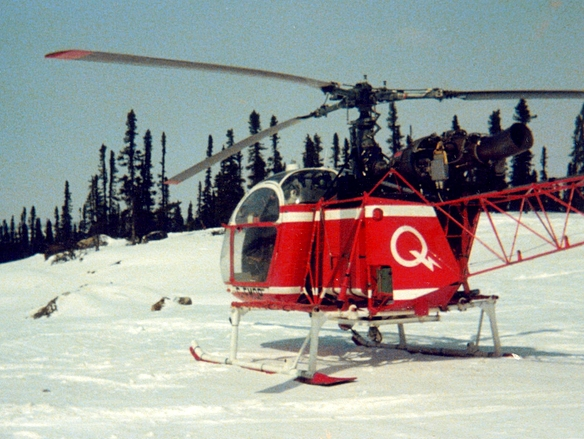
Вертолёт для наблюдения за линиями высокого напряжения. Зимой 1978, у Фермона

С 1959 года сооружение проекта Маник-Утард идёт полным ходом в районах, прилегающих к Бе-Комо. Тысячи рабочих задействованы в строительстве семи электростанций этого комплекса, символом которого является колоссальная плотина Дэниел-Джонсон. Сводчатое сооружение с контрфорсами шириной 1 314 метров является самым внушительным в мире. Плотина была названа в честь премьер-министра, который умер около неё 26 сентября 1968, за несколько часов до церемонии открытия.
Проект Маник-Утард состоит из четырёх электростанций общей мощностью 3675 МВт на реке Маникуаган и трёх электростанций (1842 МВт) на реке Утард. Строительство комплекса окончится в 1976 на реке Маникуаган с устройством последних агрегатов на элекстростанции Рене-Левек и в 1978 на реке Утард с пуском электростанции Утард-2.
Вопрос об издержках на транспортировку электроэнергии, произведённой этими новыми плотинами, расположенными в сотнях километров от больших городских центров, разделил инженеров Hydro-Québec. Инженер Жан-Жак Аршамбо предлагает построить линии в 735 киловольт (кВ) — с намного более высоким напряжением, чем обычно использовавшееся в то время. Аршамбо настаивает на своём и убеждает своих коллег. Его небывалый проект объединяет усилия Hydro-Québec и некоторых крупнейших международных поставщиков высоковольтных материалов, и 29 ноября 1965 года сдаётся в эксплуатацию первая линия сети в 735 кВ.

#### Водопад Черчилл
Приобретая в 1963 году Shawinigan Water & Power и сотни его филиалов, Hydro-Québec получает долю в 20 % в капитале компании, планирующей сооружение гидроэлектростанции на водопаде Гамильтон на Лабрадоре вместе с консорциумом британских финансистов British Newfoundland Corporation Limited (Brinco) под руководством Эдмунда де Ротшильда из NM Rothschild & Sons. После нескольких лет переговоров 12 мая 1969 года стороны заключают окончательное соглашение.
На основании соглашения Hydro-Québec на протяжении 65 лет покупает почти всю произведённую электроэнергию по одной четвёртой цента за киловатт-час (кВт·ч) — точная расценка была установлена в размере 0,25425 цента до 2016 и 0,2 цента на следующие 25 лет договора. Взамен он разделяет процентный риск и выкупает часть долга по проекту для увеличения до 34,2 % доли в капитале компании-собственника объекта, Churchill Falls (Labrador) Corporation Limited (CF(L)Co.). Электростанция Черчилл-Фоллс установленной мощностью 5428 МВт производит свои первые поставки Hydro-Québec 6 декабря 1971 года, а в 1974 году завершается сдача 11 турбин в эксплуатацию.
На Ньюфаундленде в 1972 году меняется правительство и место либерала Джоуи Смолвуда занимает консерватор Фрэнк Мурс. Новое правительство возмущено ценами, предусмотренными в договоре, тем более что в тот период цены на энергоресурсы взлетели после первого нефтяного шока. Под угрозой закона об экспроприации Brinco в июне 1974 года ньюфаундлендское правительство выкупает долю подрядчика в CF(L)Co. за 160 миллионов долларов. Так провинция вернула гидроэнергетическую концессию нижнего течения реки Черчилл.
Затем новый владелец контрольного пакета акций настаивает на проведении новых переговоров с Hydro-Québec по продаже электроэнергии. Тогда начинается судебная баталия, которая окончится в два подхода в Верховном суде Канады. Оба раза, в 1984 и 1988 году, суд решает дело в пользу Hydro-Québec.

#### Залив Джеймс

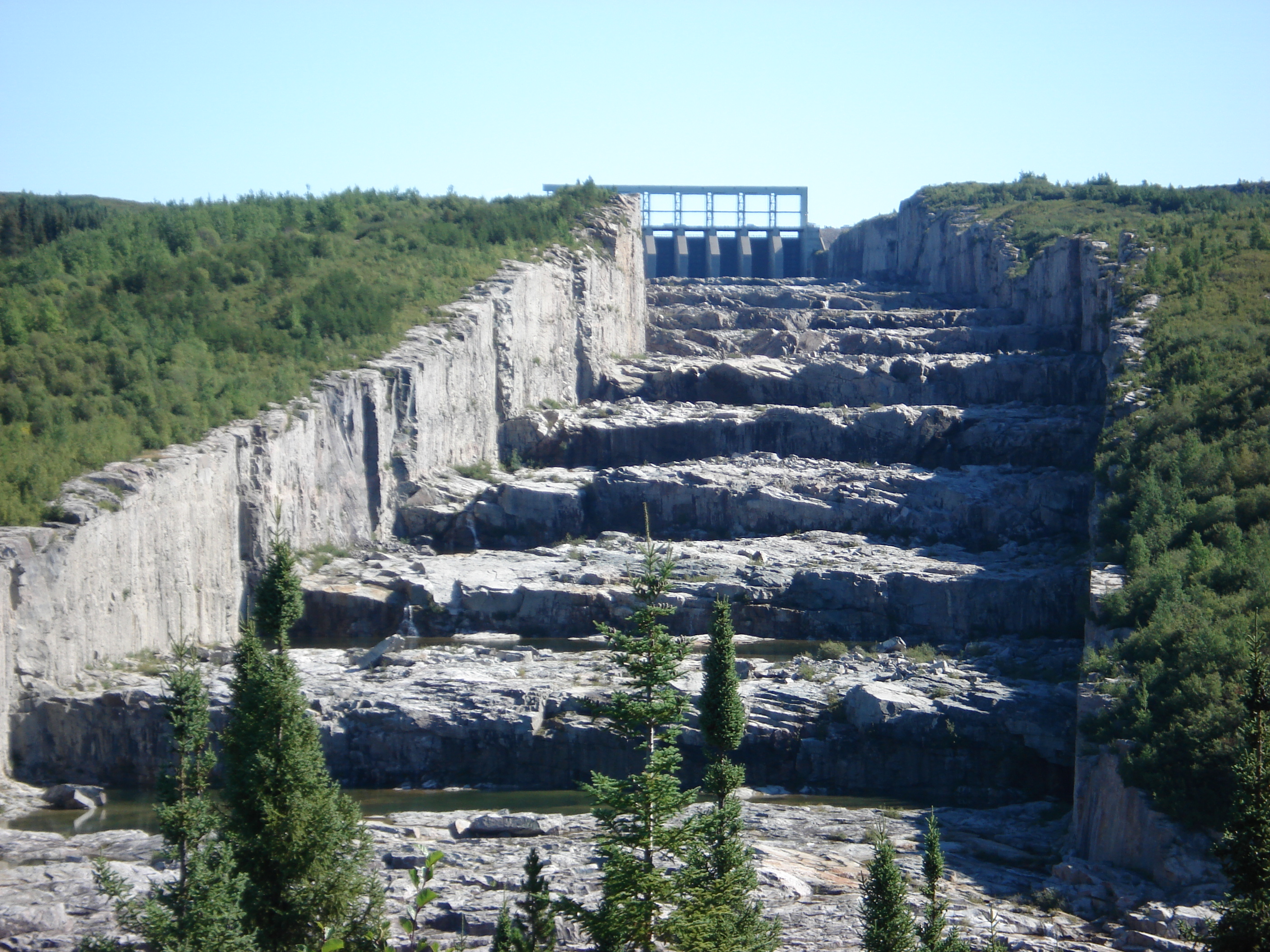
Паводковый водосброс электростанции Робер-Бурасса способен принимать объём, в два раза больший расхода воды реки Святого Лаврентия. Электростанция установленной мощностью 5 616 МВт была торжественно открыта в 1979 году. Она находится в центре сети из восьми гидроэлектростанций, известной под названием проект Залив Джеймс.

Через год после своего избрания новый премьер-министр Робер Бурасса запускает «проект века», чтобы попытаться сдержать обещание создать 100 000 новых рабочих мест. 30 апреля 1971 года он объявляет членам Либеральной партии Квебека, что Hydro-Québec будет строить гидроэлектрический комплекс в 10 000 МВт в Жамези — области у залива Джеймс. Оценив имеющиеся варианты, в следующем году правительство и Hydro-Québec высказываются за сооружение трёх электростанций на реке Ла-Гранд: LG-2, LG-3 и LG-4.
Кроме технических и логистических трудностей, которые вызвал проект такого размаха в практически девственном и удалённом крае, председателю Энергетической компании залива Джеймс Роберту А. Бойду приходится выдерживать сопротивление 5 000 кри, имеющих постоянное местожительство на этой территории и опасающихся за последствия, которые вызовет проект в их традиционном образе жизни. В ноябре 1973 года кри добиваются предписания, приостанавливающего работы. Сопротивление коренных жителей заставит правительство Бурасса достигать с жителями компромисс.
После более чем годичных переговоров и Канады, Hydro-Québec, Энергетическая компания залива Джеймс и Жалоба Великого совета кри в суд вынуждает правительства Квебека договариваться о решении вопроса. 11 ноября 1975 года стороны подписывают Соглашение о заливе Джеймс и Северном Квебеке. В соглашении кри и эскимосам предоставляется финансовая компенсация, определяется территория и управление службами здравоохранения и просвещения в обмен на взаимное территориальное признание и прекращение процесса.
Между 1977 и 1981 годами, на стройках залива Джеймс работает от 14 до 18 тысяч трудящихся. После своего открытия 27 октября 1979 года подземная электростанция LG-2 начальной мощностью 5328 МВт становится мощнейшей в своём роде в мире. Электростанция, плотина и водохранилище будут переименованы в честь Робера Бурасса через несколько дней после его смерти в 1996 году. Сооружение первой очереди проекта завершается LG-3 в июне 1982 и LG-4 в начале 1984 года. Вторая очередь проекта, включающая размещение пяти дополнительных электростанций — LG-1 (1436 МВт), LG-2A (2106 МВт), Лафоржа-1 (878 МВт), Лафоржа-2 (319 МВт) и Бризе (469 МВт),— реализована с 1987 по 1996.

### 1980-е и 1990-е годы

#### Переход под рекой

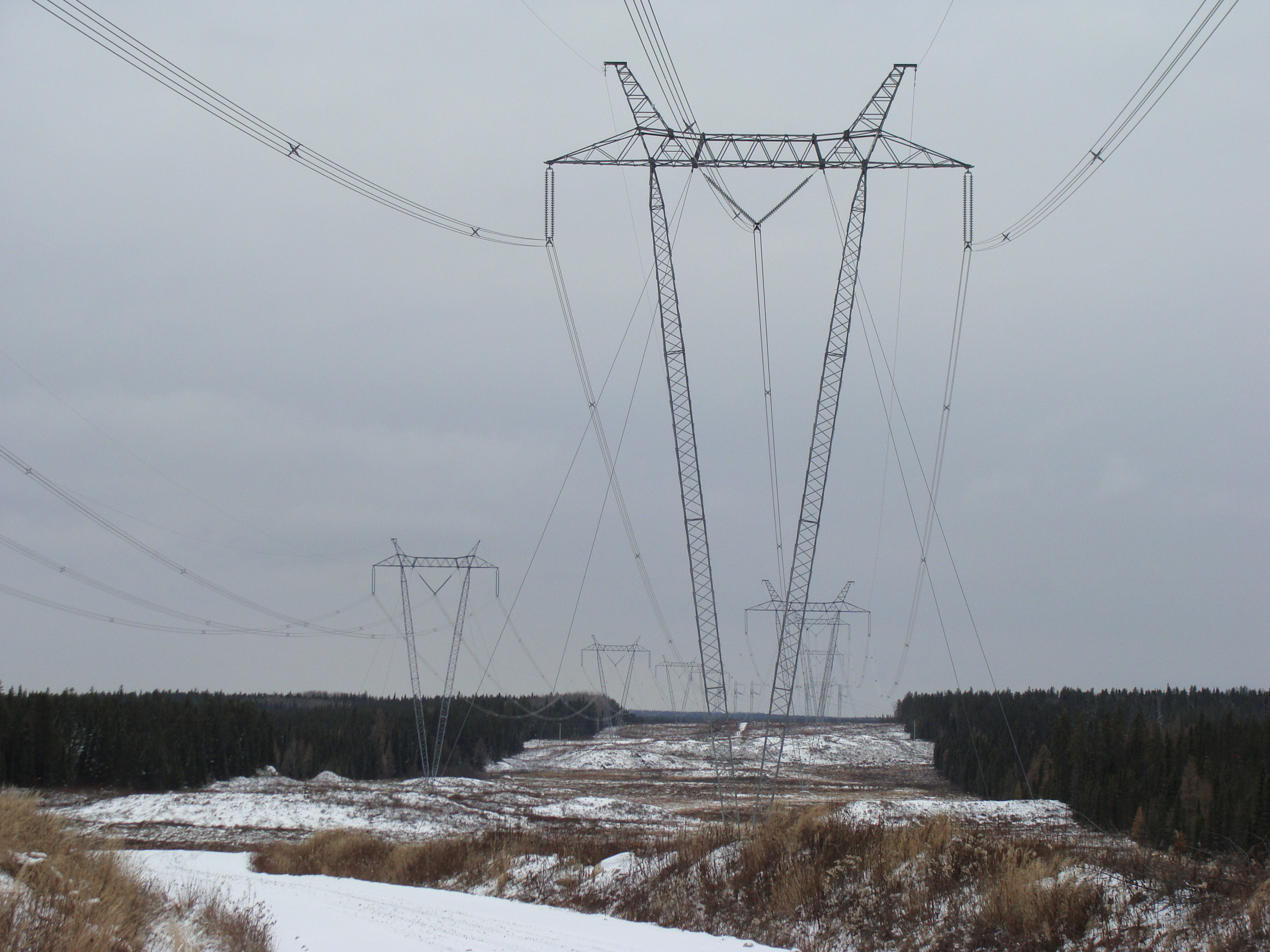
V-образная опора с растяжками, характерная для линий в 735 кВ сети Залива Джеймс.

После двух десятилетий непрерывного роста 1980-е и 1990-е годы окажутся сложными для Hydro-Québec, который переживёт несколько экологических споров и некоторое недоверие к нему населения из-за разногласий и повышения ставок. Отголоски второго нефтяного шока и следующий за ним тяжёлый спад также вынуждают предприятие менять свою стратегию развития, чтобы переместить свои приоритеты ближе к интересам потребителей. Так, новый проект гидроэлектростанции и сооружение линии высокого напряжения, предназначенной для экспорта в Новую Англию, сталкиваются с оппозицией коренных жителей и канадских и американских экологических групп.
Чтобы экспортировать электроэнергию от залива Джеймс в Новую Англию, Hydro-Québec задаётся целью построить линию электропередачи постоянного тока в 450 кВ, многотерминальную сеть постоянного тока. Линия мощностью 2000 МВт и длиной 14 800 км должна связать электростанции залива Джеймс с Бостоном в Массачусетсе. Сооружение линии происходит в целом гладко, за исключением места, где высоковольтные кабели должны пройти через реку Святого Лаврентия между Грондином и Лотбиньером. Ввиду противодействия граждан на обоих берегах Hydro-Québec вынужден был построить 4-километровый туннель под рекой стоимостью 144 миллиона долларов. Эта поддонная линия потребовала двух с половиной лет работы. Она была сдана в эксплуатацию 1 ноября 1992 года.

#### Гранд-Бален

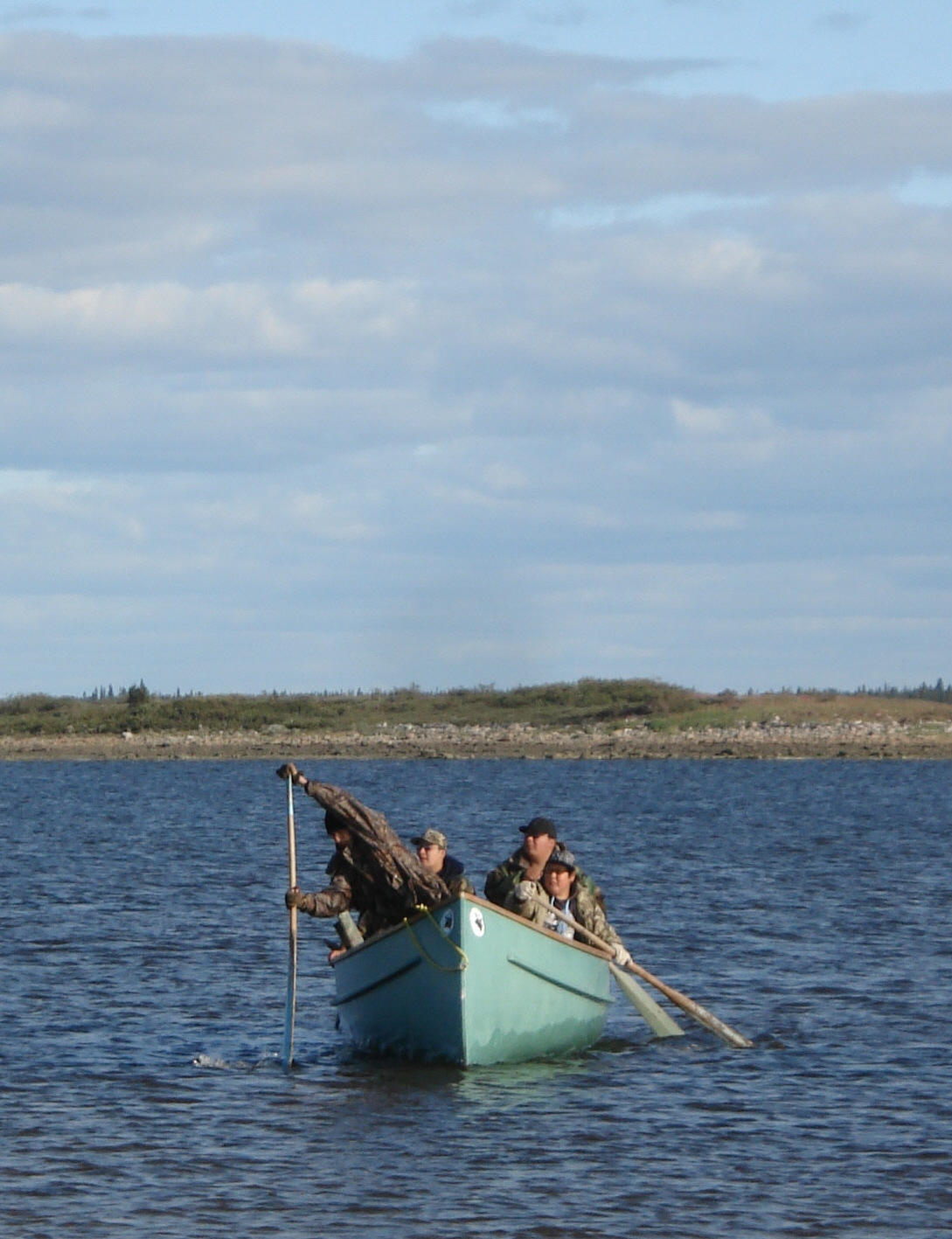
Кри в Северном Квебеке оказывают ожесточённое сопротивление проекту Гранд-Бален в первой половине 1990-х.

Но всё-таки с бо́льшими сложностями Hydro-Québec и правительство Бурасса столкнутся в Северном Квебеке. Проект Гранд-Бален, о котором было объявлено в 1986, предусматривает сооружение трёх гидроэлектростанций на реке Гранд-Бален. Этот проект в 12,6 миллиарда долларов должен был иметь установленную мощность 3160 мегаватт и производить 16 300 ГВт∙ч энергии ежегодно с момента пуска в 1998—1999 годах.
Проект незамедлительно вызывает разногласия. Как и в 1973 году, кри Северного Квебека возражают против проекта. Они возбуждают судебные иски против Hydro-Québec в Квебеке, Канаде и в ряде американских штатов, чтобы остановить строительство или задержать экспортные поставки квебекской электроэнергии в США. Кри добиваются от федерального правительства, что оно проведёт различные экологические оценочные мероприятия для изучения конструкции комплекса. Вожди кри также соединяются с американскими экологическими группами и запускают общественную кампанию, критикующую проект Гранд-Бален, Hydro-Québec и Квебек вообще. Кампания, энергично проведённая в США и Европе через несколько месяцев после провала Мич-Лейкского соглашения и окского кризиса, вывела из себя квебекских экологов, которых разделил вопрос о кри.
Тем не менее, кампания имеет успех в штате Нью-Йорк и вынуждает New York Power Authority аннулировать договор на 5 миллиардов американских долларов, подписанный с Hydro-Québec в 1990 году. Через два месяца после своего избрания в 1994 году новый премьер-министр Жак Паризо объявляет об остановке проекта Гранд-Бален, утверждая, что он всё равно не обеспечит энергетические потребности Квебека.

#### Природа неистовствует

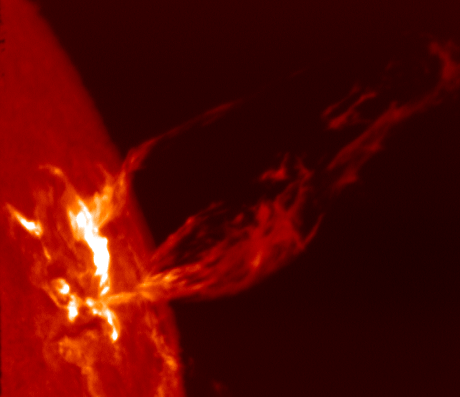
Солнечная вспышка была причиной общей неисправности электрической сети Hydro-Québec, случившейся 13 марта 1989 года

Hydro-Québec вынужден также сражаться и на другом фронте. Природа ожесточается против системы электропередачи компании, которая подвергается трём крупным авариям за десять лет. Эти неполадки выделяют ахиллесову пяту квебекской электрической сети: большие расстояния, отделяющие центральные производственные пункты от главных потребительских центров.
В 2 ч. 5 мин. 18 апреля 1988 года весь Квебек, часть Новой Англии и Нью-Брансуика погрузились во тьму по причине поломки оборудования на транспортном пункте в Кот-Норе, стабилизирующем пункте передачи электроэнергии, идущей транзитом от водопада Черчилл к Маникуагану. Неисправность, длившаяся кое-где до восьми часов, была вызвана наморожением льда на оборудовании пункта Арно.
Меньше чем через год, в 2 ч. 44 мин. 13 марта 1989 года, крупная солнечная вспышка влечёт за собой резкие колебания магнитного поля Земли, что вызывает срабатывание защитных механизмов линий электропередачи, изоляцию сети залива Джеймс и ведёт к общей энергетической неисправности, продолжавшейся более девяти часов. Эта авария заставила Hydro-Québec принять меры по уменьшению риска, вызванного солнечными вспышками.

#### Кризис гололёда

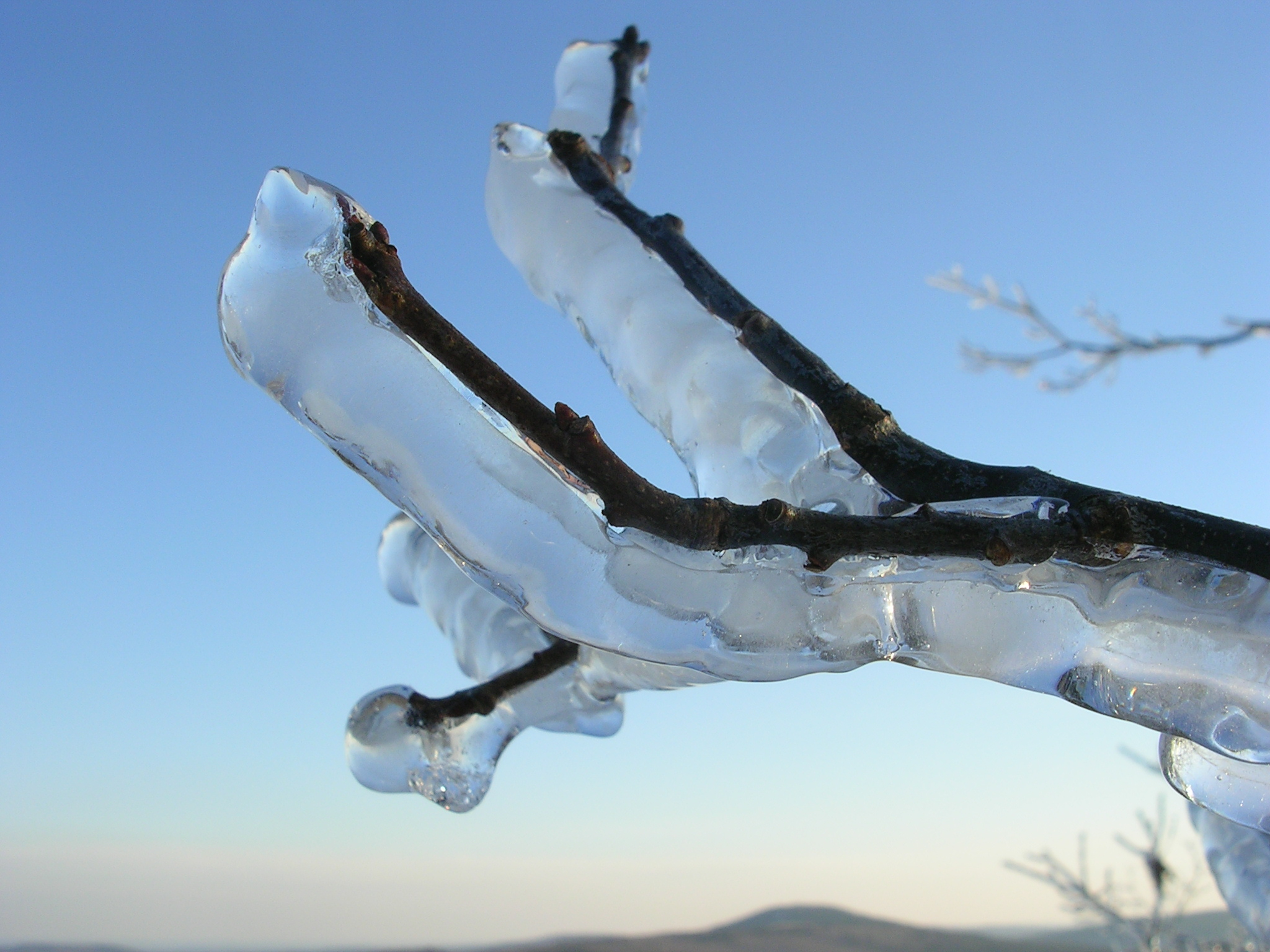
Небывалое январское обледенение 1998 затронуло более 1,4 миллиона клиентов Hydro-Québec. Некоторые клиенты из Монтережи были лишены электроэнергии в продолжение пяти недель.

В январе 1998 года ледяной дождь в течение пяти дней подряд на юге Квебека вызывает тяжелейший перерыв в электроснабжении в истории Hydro-Québec. Вес намороженного на ЛЭП и распределительные линии льда приводит к обрушению 600 км ЛЭП и 3000 км распределительных линий на юге Квебека и погружает 1,4 миллиона клиентов во тьму на периоды, варьирующие от нескольких часов до почти пяти недель.
Часть Монтережи, прозванная СМИ и населением «чёрным треугольником», была особенно затронута кризисом обледенения по причине наморожения льда, превышающего 100 мм. Клиенты с острова Монреаль и с Оттавы также страдают от перерыва в обслуживании, имеющего особую важность, так как большинство квебекских домохозяйств отапливается электроэнергией. Hydro-Québec незамедлительно мобилизует более 10 000 работников для восстановления сети. В разгар кризиса, 9 января 1998 года, остров Монреаль снабжается всего лишь одной линией высокого напряжения. Правительство принимает решение временно отрезать от электричества центральные кварталы Монреаля, чтобы поддержать снабжение всего города питьевой водой.
Обслуживание было окончательно восстановлено для всех клиентов 7 февраля 1998 года, что наведёт главного редактора журнала Актюалите Жана Паре на следующее сравнение, изложенное в его передовой статье от 1 марта 1998: «Вся страна заморожена великой небесной ледоваркой, парализована подобно зависшему компьютеру, а миллионы людей за более чем две недели превращены в безучастных свидетелей».
Для Hydro-Québec буря повлекла за собой прямые расходы в 725 миллионов долларов в течение 1998, и более миллиарда долларов в течение 10 последующих лет было инвестировано в усиление сети на случай подобных событий. Однако часть работ по «замыканию» сети в 735 кВ, разрешённому без предварительной экологической оценки в продолжение кризиса, скоро столкнулась с несогласием граждан Валь-Сен-Франсуа в Эстри, добившихся аннулирования декретов, разрешающих строительство. После принятия закона и проведения открытых заседаний по проекту постройка линии Эртель — Де-Кантон была окончательно разрешена в июле 2002 года и сдана в эксплуатацию в следующем году.

### 2000-е годы

#### Проект Сюруа
Мораторий, де-факто установленный на новые гидроэнергетические проекты в Северном Квебеке после отказа от проекта Гранд-Бален, вынуждает руководство Hydro-Québec рассматривать другие решения для удовлетворения роста спроса. В сентябре 2001 года Hydro-Québec объявляет, что он хочет построить теплоэлектростанцию на природном газе с комбинированным циклом — проект Сюруа. Hydro-Québec подчёркивает, что эта новая электростанция необходима для безопасности квебекского снабжения, принимая во внимание риск гидравлической активности его водохранилищ, что она рентабельна и может быть построена за два года.
Тем не менее, этот проект появляется тогда, когда начинается обсуждение ратификации Канадой Киотского протокола. С предварительными выбросами 2,25 миллиона тонн углекислого газа ежегодно электростанция Сюруа увеличила бы общие выбросы Квебека примерно на 3 %. В условиях непопулярности проекта (опрос, проведённый в январе 2004 года, указывает, что 67 % опрошенных возражают против него) правительство Жана Шаре отказывается от Сюруа в ноябре 2004 года.

#### Возобновление крупных гидроэнергетических проектов

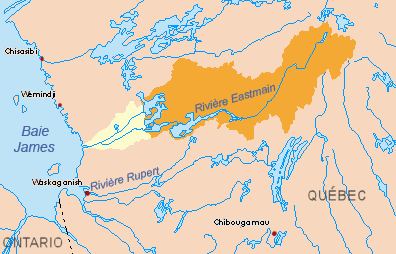
Отвод реки Истмейн отвлечёт часть стока (оранжевая на карте) к водохранилищу Робер-Бурасса.

После паузы в 1990-х Hydro-Québec дал новый импульс своей деятельности по сооружению новых электростанций в начале XXI века проектами SM-3 в 2004 (884 МВт); Тулнустук в 2005 (526 МВт); Истмейн-1 в 2007 (480 МВт); Перибонка (385 МВт) и Мерсье в 2008 (50,5 МВт); Рапид-де-Кёр (76 МВт) и Шют-Аллард (62 МВт) в 2009.
7 февраля 2002 года премьер-министр Бернар Ландри и вождь Великого совета кри Тед Мозес подписывают соглашение, разрешающее строительство новых гидроэлектростанций в Северном Квебеке. Почётный договор уточняет положения Соглашения о заливе Джеймс и Северном Квебеке и предусматривает выплату народу кри за 50 лет компенсации в 4,5 миллиарда долларов, особый режим в вопросе управления фауной и лесом, а также гарантирует, что предприятия и работники кри смогут получать часть экономического результата от будущих проектов.
Взамен кри соглашаются на активизацию строительных проектов в той области. Становится возможным разместить электростанцию Истмейн-1, разрешённую правительством в марте 1993 года, и произвести частичный отвод реки Руперт к водохранилищу Робер-Бурасса при условии некоторых положений в вопросе о защите окружающей и социальной среды.
Строительные работы первой электростанции мощностью 480 МВт начались весной 2002 года с устройством 80-километровой дороги, связывающей стройку с пунктом Немиско. Кроме электростанции, построенной на левом берегу реки, проект требует возведения плотины 890 м в длину и 70 м в высоту, 33 запруд и паводкового водосброса. Три группы турбин-генераторов переменного тока электростанции Истмейн-1 были запущены весной 2007 года. Электростанция ежегодно производит 2,7 ТВт∙ч.
После запуска электростанции Истмейн-1 были построены ещё две электростанции в том же регионе. Электростанции Истмейн-1-А (768 МВт) и Сарсель (150 МВт), а также частичный отвод реки Руперт к водохранилищу Робер-Бурасса, которые будут запущены к 2011.
Эти проекты входят в энергетическую стратегию правительства Квебека 2006—2015 годов. Документ предусматривает запуск новых гидроэнергетических проектов на 4500 МВт, включение 4000 МВт энергии ветра, увеличение энергетических экспортных поставок и цели программ энергетической эффективности.
К концу июля 2009 года Hydro-Québec указал, что у него окажутся значительные остатки энергии на 2010 год оценочной рыночной стоимостью 1 миллиард долларов. Эти остатки вызваны, в частности, снижением выпуска в Квебеке в целлюлозно-бумажном и алюминиевом секторах. 30 июля 2009 он опубликовал свой стратегический план 2009—2013 годов, предусматривающий за этот период вложение двадцати пяти миллиардов долларов и возможное участие Hydro-Québec в Плане Север.

#### Попытка расширения на Приморские провинции
29 октября 2009 премьер-министры Нью-Брансуика (Шон Грэм) и Квебека (Жан Шаре) подписывают протокол соглашения, предусматривающего продажу большей части активов Énergie NB в пользу Hydro-Québec на сумму 4,75 миллиарда долларов. Соглашение предусматривало также уменьшение промышленных тарифов в среднем на 30 % и пятилетнее замораживание тарифов на электроэнергию для домохозяйств и институционных клиентов из Нью-Брансуика.
Хотя соглашение было вообще хорошо принято авторами редакционных статей и в деловых кругах, оно встретило много возражений среди населения Нью-Брансуика. 20 января 2010 в соглашение были внесены поправки, чтобы сохранить под нью-брансуикским контролем передачу электроэнергии и электроснабжение, но это не ослабило борьбу мнений.
24 марта 2010 оба правительства объявили об аннулировании соглашения, ссылаясь на обнаружение проблем во время «тщательной проверки» активов. Однако это объяснение оспаривается аналитиками, которые связывают это скорее с политическими проблемами нью-брансуикского правительства.

#### Разногласия
В 2009 году Hydro-Québec подвергся критике за щедрые пожертвования двум частным монреальским школам: коллежу Жана де Бребёфа и коллежу Нотр-Дам. Правительство призвало его к порядку, и Hydro-Québec подтвердил, что больше не будет делать пожертвований частным школам. Также Hydro-Québec поставлен в затруднительное положение из-за оказания денежной помощи Оттавскому университету в Онтарио в размере 150 000 $. В этих учреждениях журналисты вскрыли исчезнувшие или существующие до сих пор связи руководителей государственной компании.
В том же году Профессиональная федерация журналистов Квебека присудила Hydro-Québec награду «Чёрное пятно», которая свидетельствует об отсутствии прозрачности в компании.

## Организация и финансовая эффективность

### Функциональное разделение

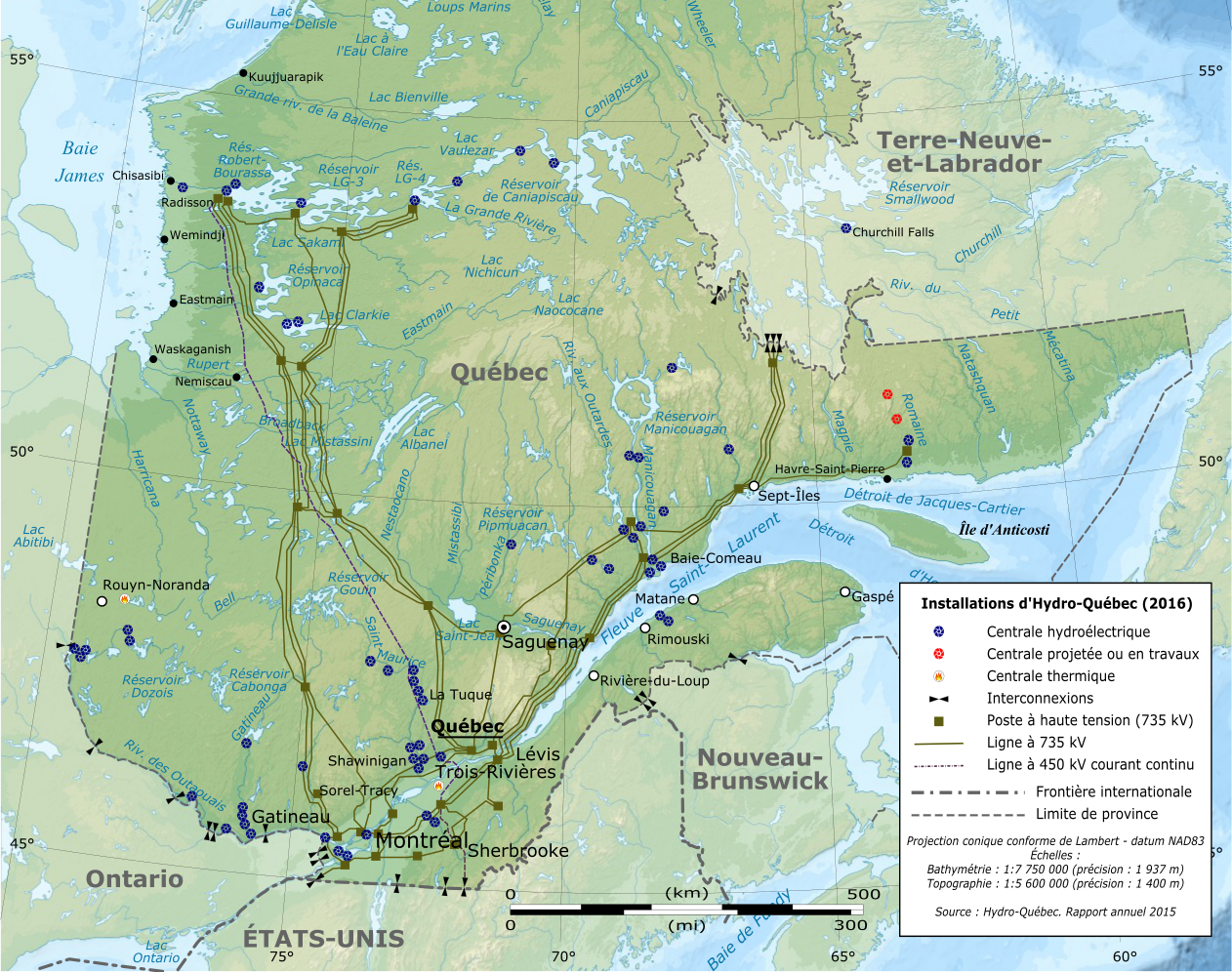
Карта представляет электростанции и систему высоковольтной электропередачи Hydro-Québec.

Как и на большинстве крупных энергетических корпораций в Северной Америке, организация Hydro-Québec была сильно затронута отменой регламентации рынков электроэнергии, введённой в США в середине 1990-х. При реорганизации компании проведено разделение производственных, электропередаточных и распределительных функций.
Электропередаточное подразделение TransÉnergie было определено первым на реструктуризацию с 1997 в ответ на постановление 888 американской Federal Energy Regulatory Commission. Изменение структуры было завершено в 2000 принятием законопроекта 116, изменившего Закон об управлении энергетикой и другие законоположения и узаконившего функциональное разделение между производственной, передаточной и распределительной деятельностью.

### Патримониальный тариф
Этому функциональному разделению и утверждению «патримониального тарифа» вторило исследование, проведённое за счёт правительства Бушара фирмой Merrill Lynch. Исследование, опубликованное в январе 2000, имело целью «предложить пути отмены регламентации производства электроэнергии» в соответствии с североамериканскими тенденциями, не нарушая при этом «квебекского общественного договора», включающего единообразие ставок на всей территории, их стабильность и сохранение «низкими, особенно для бытовых потребителей».
Новый закон обязывает подразделение Hydro-Québec Production (HQP), эксплуатирующее электростанции, поставлять на продажу и отбирать на собственные нужды максимальный годовой объём в размере 165 тераватт-часов (ТВт∙ч) электроэнергии, резервировать для покрытия потерь 13,86 ТВт∙ч и гарантировать пиковую мощность в 34 342 МВт по фиксированной цене 2,79 цента за кВт∙ч — по патримониальному тарифу. В декрете правительства Квебека 1277—2001 объёмы доставки распределены на все 8760 часов невисокосного года и составляют от 11 420 до 31 342 МВт.
Hydro-Québec Distribution (HQD) должен покупать избыточную электроэнергию, что в 2007 составило 8,2 ТВт∙ч, у других поставщиков, доставая её на ближайших энергетических биржах, подписывая бесконкурсные договора с мелкими производителями, на тендерах, отдавая приоритет таким источникам энергии, как когенерация на природном газе и биомассе, ветряная (малая) электроэнергетика, или во время кампаний по энергетической эффективности. Например, Hydro-Québec Distribution объявил два тендера, в 2003 и 2005, на покупку пакетов в 1000 и 2000 МВт электроэнергии, произведённой ветряками. Поставки электроэнергии, произведённой по контракту на 23 ветряных электростанциях, начали осуществляться в 2006 и продлятся до декабря 2015 года.

### Регламентация
Подразделения TransÉnergie и Distribution подчиняются Управлению энергетики Квебека — органу экономического регулирования, устанавливающему розничную цену электроэнергии и природного газа, а также ставки на высоковольтную передачу согласно подходу, имеющему в основе служебные издержки. Управление располагает дополнительными полномочиями; кроме того, оно утверждает бюджеты дистрибуторов, их проекты вложения в капитальное строительство, условия работы и долгосрочные планы на снабжение. Оно также принимает жалобы клиентов и утверждает программы энергетической эффективности и нормы надёжности и безопасности электрической сети.
Другие подразделения предприятия, в том числе отвечающие за производство, не подчиняются отмене регламентации Управления энергетики. Между тем, оно должно представлять детализированные экологические обоснования всех проектов сооружения новых электростанций и проектов транспортного строительства. Эти обоснования проходят через открытые заседания под руководством Бюро открытых заседаний по окружающей среде (БОЗОС). БОЗОС передаёт свои рекомендации правительству, которое выдаёт необходимые разрешения.

### Финансовая эффективность
|                            | 2010   | 2009   | 2008   | 2007   | 2006   | 2005   | 2004   | 2003   | 2002   | 2001   | 2000   | 1999   |
| -------------------------- | ------ | ------ | ------ | ------ | ------ | ------ | ------ | ------ | ------ | ------ | ------ | ------ |
| Выручка                    | 12 338 | 12 334 | 12 716 | 12 326 | 11 162 | 10 887 | 10 341 | 10 197 | 13 002 | 12 578 | 11 429 | 9608   |
| Чистая прибыль             | 2515   | 2871   | 3015   | 2798   | 3637   | 2252   | 2435   | 1938   | 1526   | 1108   | 1078   | 906    |
| Начисленные дивиденды      | 1886   | 2168   | 2252   | 2095   | 2342   | 1126   | 1350   | 965    | 763    | 554    | 539    | 453    |
| Итого активов              | 65 898 | 64 992 | 62 968 | 61 167 | 59 698 | 60 431 | 58 072 | 57 823 | 59 078 | 59 861 | 59 038 | 56 808 |
| Долгосрочная задолженность | 38 660 | 37 943 | 36 415 | 34 534 | 34 427 | 33 007 | 33 401 | 35 550 | 36 699 | 37 269 | 34 965 | 36 016 |
| Собственный капитал        | 18 566 | 18 419 | 18 250 | 17 206 | 15 264 | 17 376 | 16 220 | 15 128 | 14 208 | 13 473 | 14 280 | 13 741 |

В течение финансового года, закончившегося 31 декабря 2010 года, Hydro-Québec констатировал чистую прибыль в 2515 миллионов долларов, что на 12 % ниже, чем в предыдущем году. В 2010 году доходность собственных средств на предприятии составляла 14 %.
Доходы в 2010 остались на прежнем уровне и достигли 12 338 миллионов долларов. Расходы составили 7297 миллионов долларов, увеличившись на 233 миллиона долларов отчасти за счёт роста расходов на краткосрочное приобретение электроэнергии на 247 миллионов долларов по сравнению с 2009 годом.
Предприятие распоряжается имущественными ценностями на 65,898 миллиарда долларов, 55,512 из которых составляют материальные активы. Его долгосрочный долг установился в 2010 в размере 38,66 миллиарда долларов при капитализации прибыли в 32,1 %. Займы и облигации Hydro-Québec гарантируются правительством Квебека; Moody's оценивает долгосрочные ценные бумаги Hydro-Québec на уровне Aa2 стабильный, Fitch Ratings — AA-положительный и Standard & Poor's — на уровне A+.
В 2009 году Hydro-Québec выплатил дивиденд на 1886 миллионов долларов своему единственному акционеру, правительству Квебека. За период 2006—2010 годов сумма дивидендов, выплаченных правительству, составила 10,7 миллиарда долларов.

### Дискуссия о приватизации

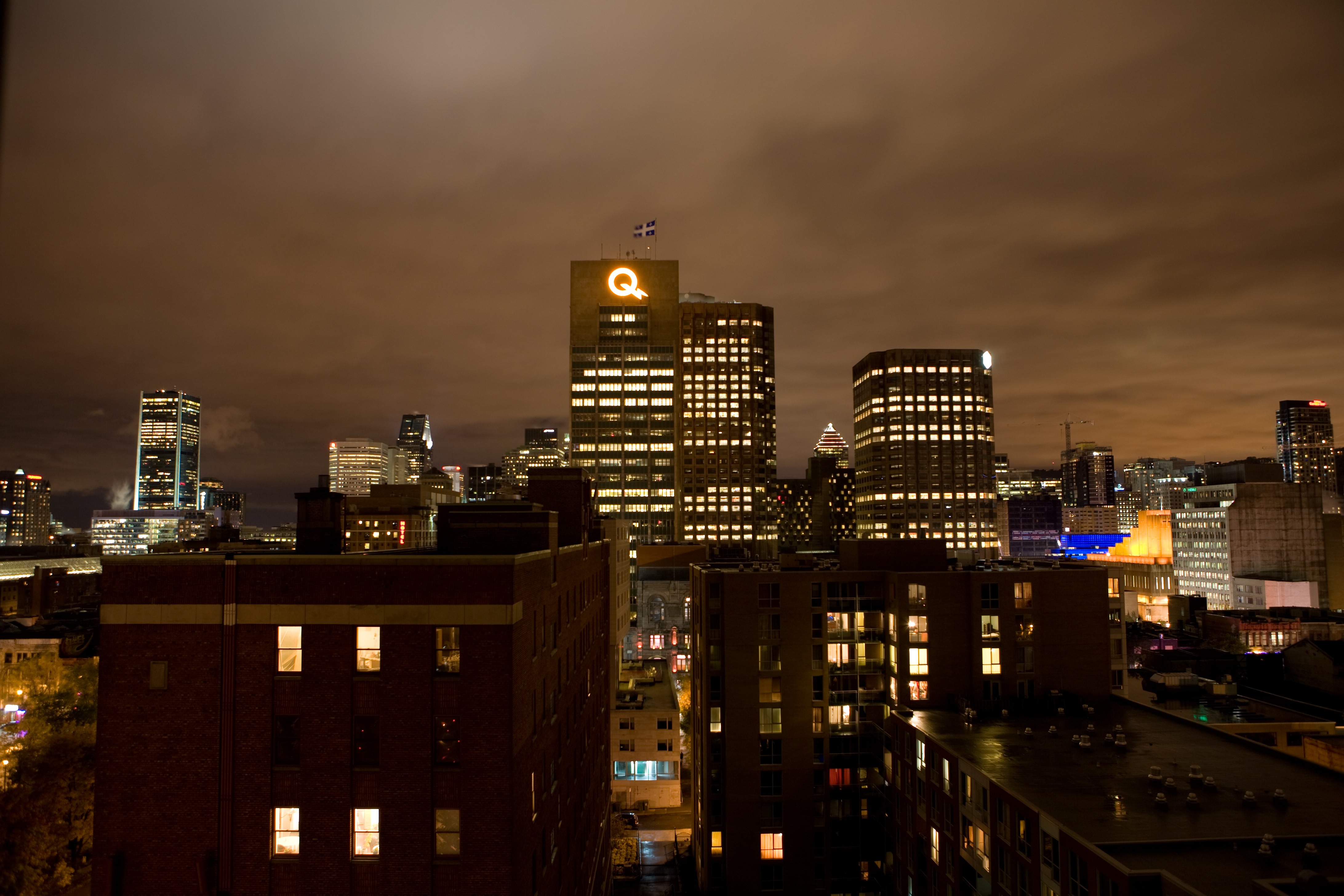
Здание руководства Hydro-Québec — заметный ориентир в городском монреальском пейзаже.

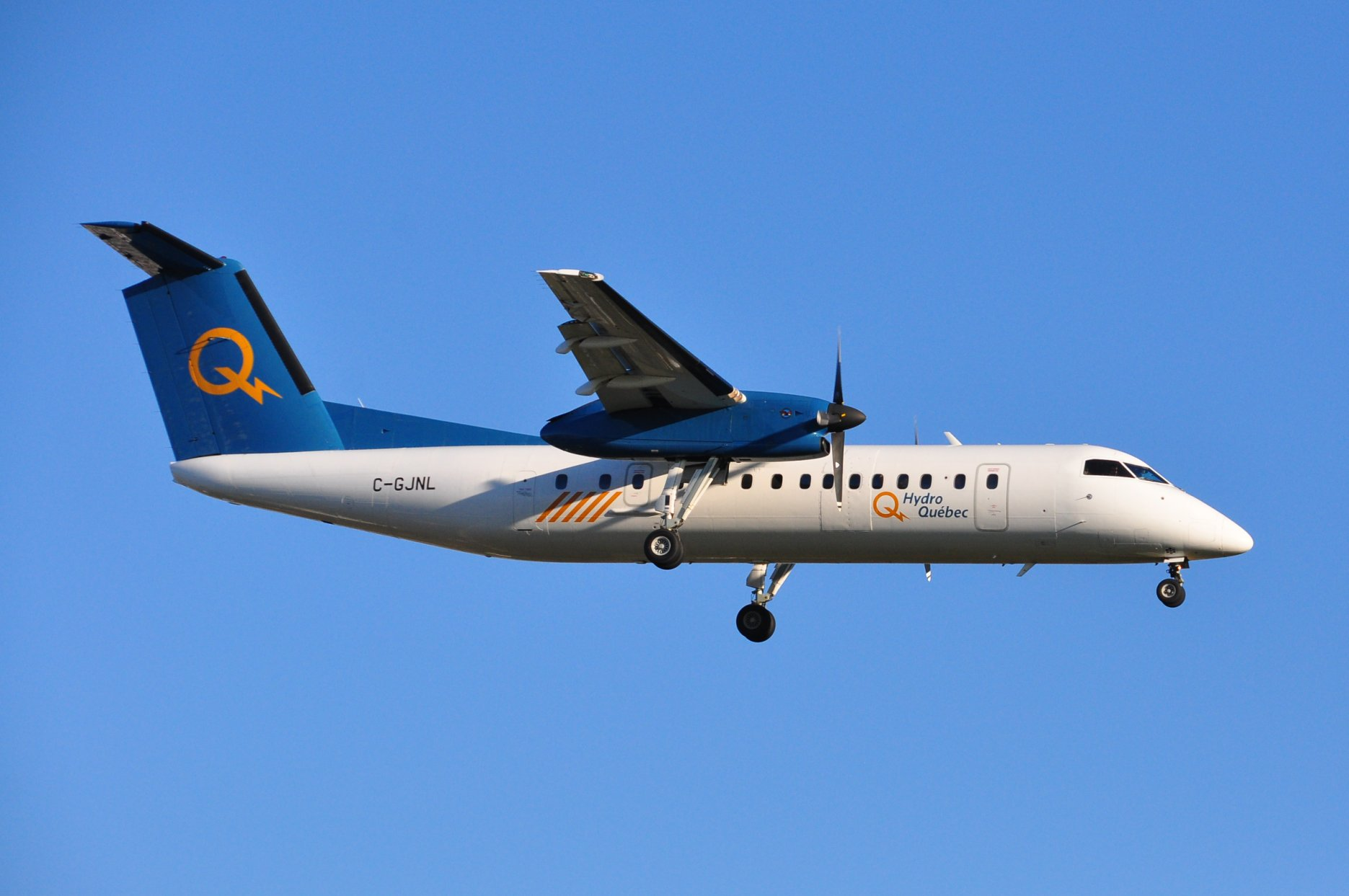

В 1981 году правительство от Квебекской партии заново определило социальную роль Hydro-Québec, изменив условия общественного договора 1944 года. Правительство выпускает для себя 43 741 090 обыкновенных акций стоимостью 100 долларов каждая, а новый управомочивающий закон предусматривает, что Hydro-Québec должен будет в дальнейшем выплачивать половину своей чистой прибыли в виде дивидендов.
Это изменение в законе станет причиной дискуссии о своевременности полной или частичной приватизации Hydro-Québec — идеи, которая снова спорадически появляется в квебекской действительности в 1980-х. Через несколько лет экономист Марсель Буайе и бизнесмен Клод Гарсия — оба связанные с Монреальским экономическим институтом (МЭИ), think tank под неолиберальным влиянием,— становятся борцами за эту идею, ссылаясь на недостаток строгости в управлении компанией и на возможность для Квебека уплатить часть государственного долга доходом от продажи электроэнергетического предприятия.
Не продвигаясь дальше, чем МЭИ, Марио Дюмон из Демократического дела Квебека во время предвыборной кампании 2008 кратко затронул продажу части уставного капитала Hydro-Québec в акциях квебекскому населению. Опрос фирмы Léger Marketing, проведённый в ноябре 2008 показал, что большинство опрошенных квебекцев (53 %) были против предложения о продаже 7,5 % капитала предприятия гражданам и предприятиям Квебека, а благосклонно к этому относились 38 %.
16 ноября 2008 года в интервью на эту тему в популярной передаче Ги А. Лепажа Все об этом говорят бывший пекистский премьер-министр Жак Паризо утверждал, что Hydro-Québec воспринимается квебекцами как символ народного успеха и, следовательно, что всякая попытка приватизации, пусть даже частичной, этой государственной компании всякий раз будет сталкиваться со стойким несогласием населения. Несмотря ни на что, в своей книге La souveraineté du Québec : hier, aujourd’hui et demain, опубликованной в ноябре 2009 года, Паризо затрагивает три сценария приватизации государственной компании: продажу миноритарного, мажоритарного пакетов или даже продажу всех акций, кроме одной золотой (Golden Share), «которая преобладает над всеми другими акциями по всем решениям, предусмотренным законом».
Однако предложения сторонников приватизации обычно не находят широкий отклик у населения, и правительство неоднократно напоминало, что о приватизации государственной компании нечего было и помышлять.
Как и ряд других экономистов, Жан-Пьер Обри из комитета общественной политики Ассоциации квебекских экономистов скорее считает, что ярко выраженное увеличение ставок за электроэнергию приумножило бы выплачиваемый ежегодно дивиденд правительству и без приватизации предприятия.
Другие, в том числе журналист Бертран Трамбле из сагенейского Котидьена, считали, что приватизация явилась бы шагом назад в эпоху, когда природные ресурсы Квебека вывозились навалом по низкой цене. «Эта эксплуатация нашего гидроэнергетического и лесного потенциала давно сделала из Квебека банановую республику. Могущественные иностранные интересы с согласия местных хищников вывозили, таким образом, средства на разработку наших природных ресурсов».
Преподаватели университетов с левым настроем, например Лео-Поль Лозон и Габриель Сент-Мари из УКВМ, утверждают на основе цифр, что приватизация представила бы собой чистые убытки для граждан, которые платили бы намного более высокие ставки. Правительство также потеряло бы при этом обмене, нарушив общественный договор, подписанный вместе с квебекцами во время национализации, и лишилось бы лучшего актива взамен на незначительное уменьшение государственного долга.

## Деятельность

### Установленная мощность

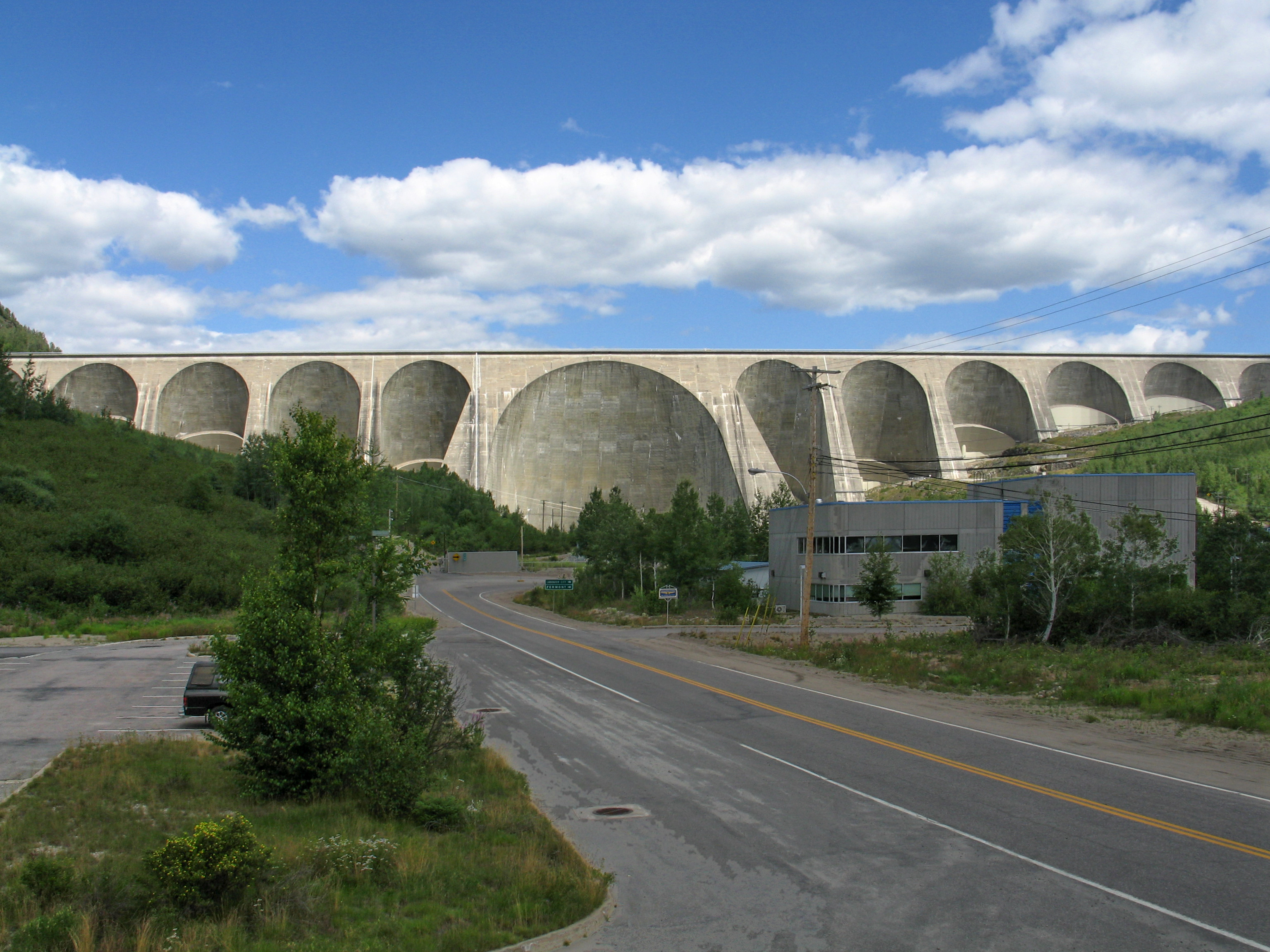
Плотина Дэниел-Джонсон на реке Маникуаган.

Источники энергоснабжения Hydro-Québec в 2007.

Станционные мощности Hydro-Québec Production на 31 декабря 2009 года включали приблизительно 59 гидроэлектростанций, 12 из которых мощностью более 1000 МВт, 571 плотину и 26 крупных водохранилищ энергоёмкостью 175 тераватт-часов. Эти сооружения сконцентрированы в 13 водосборных бассейнах из 430, насчитывающихся в Квебеке, в том числе на реке Святого Лаврентия, реках Утард, Бетсиамит, Оттава, Ла-Гранд, Маникуаган и Сен-Морис. Эти производственные объекты поставляют основную часть электроэнергии, производимой компанией.
К гидроузлам добавляются одна атомная электростанция, четыре теплоцентрали и один ветряной парк, что вместе составляет установленную мощность в 36 671 МВт в 2010 году. Средняя себестоимость продукции в 2010 году доходила до 2,14 цента за киловатт-час.
Подразделение Production также покупает значительную часть выпуска электростанции у водопада Черчилл на Лабрадоре (5428 МВт) на основании долгосрочного договора, срок действия которого истекает в 2041 году.
В 2009 году Hydro-Québec выступил в качестве покупателя доли в 60 %, принадлежавшей AbitibiBowater в гидроэлектростанции Маккормик (335 МВт), расположенной в устье реки Маникуаган, около Бе-Комо, за 615 миллионов долларов.
| Электростанция | Река                   | Мощность (МВт) |
| -------------- | ---------------------- | -------------- |
| Робер-Бурасса  | Ла-Гранд               | 5616           |
| Ла-Гранд-4     | Ла-Гранд               | 2779           |
| Ла-Гранд-3     | Ла-Гранд               | 2417           |
| Ла-Гранд-2-A   | Ла-Гранд               | 2106           |
| Боарнуа        | Река Святого Лаврентия | 1911           |
| Маник-5        | Маникуаган             | 1596           |
| Ла-Гранд-1     | Ла-Гранд               | 1436           |
| Рене-Левек     | Маникуаган             | 1244           |
| Берсими-1      | Бетсиамит              | 1178           |
| Жан-Лесаж      | Маникуаган             | 1145           |
| Маник-5-PA     | Маникуаган             | 1064           |
| Утард-3        | Утард                  | 1026           |

В 2008 году запасы Hydro-Québec в основном происходили от гидроэнергетических источников (95,8 %). Выбросы в атмосферу углекислого газа (7263 тонны/ТВт∙ч), сернистого ангидрида (19 тонн/ТВт∙ч) и закиси азота (29 тонн/ТВт∙ч) были в 20—43 раза ниже средних в промышленности на северо-востоке Северной Америки. Причиной почти всех этих выбросов является импортируемая электроэнергия.

### Система электропередачи

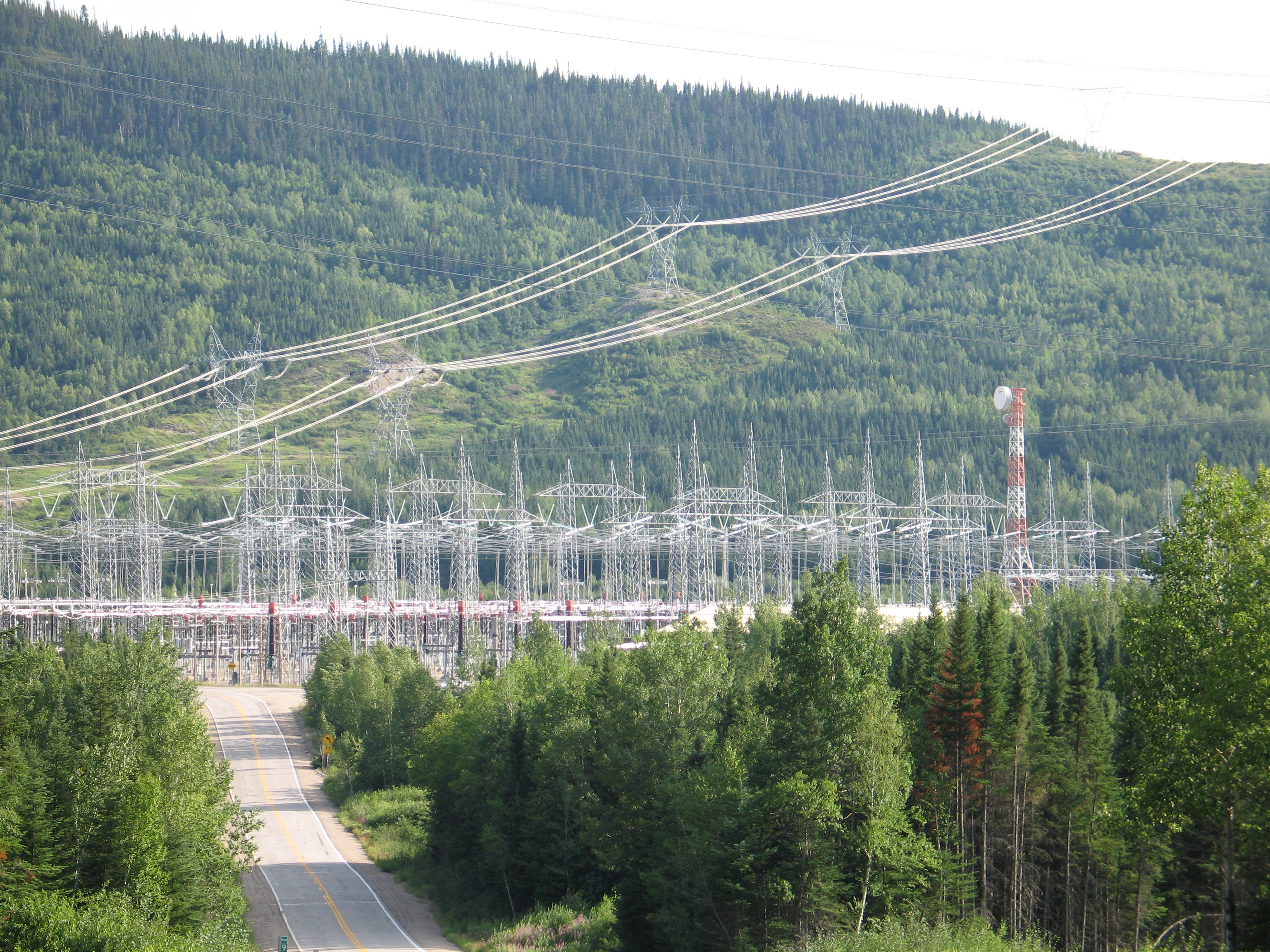
Энергетический пункт Микуа в Кот-Норе преобразовывает ток в 315 кВ, приходящий с пяти электростанций, в ток в 735 кВ. Это одно из больных мест сети линий в 735 кВ протяжённостью 11 422 км.

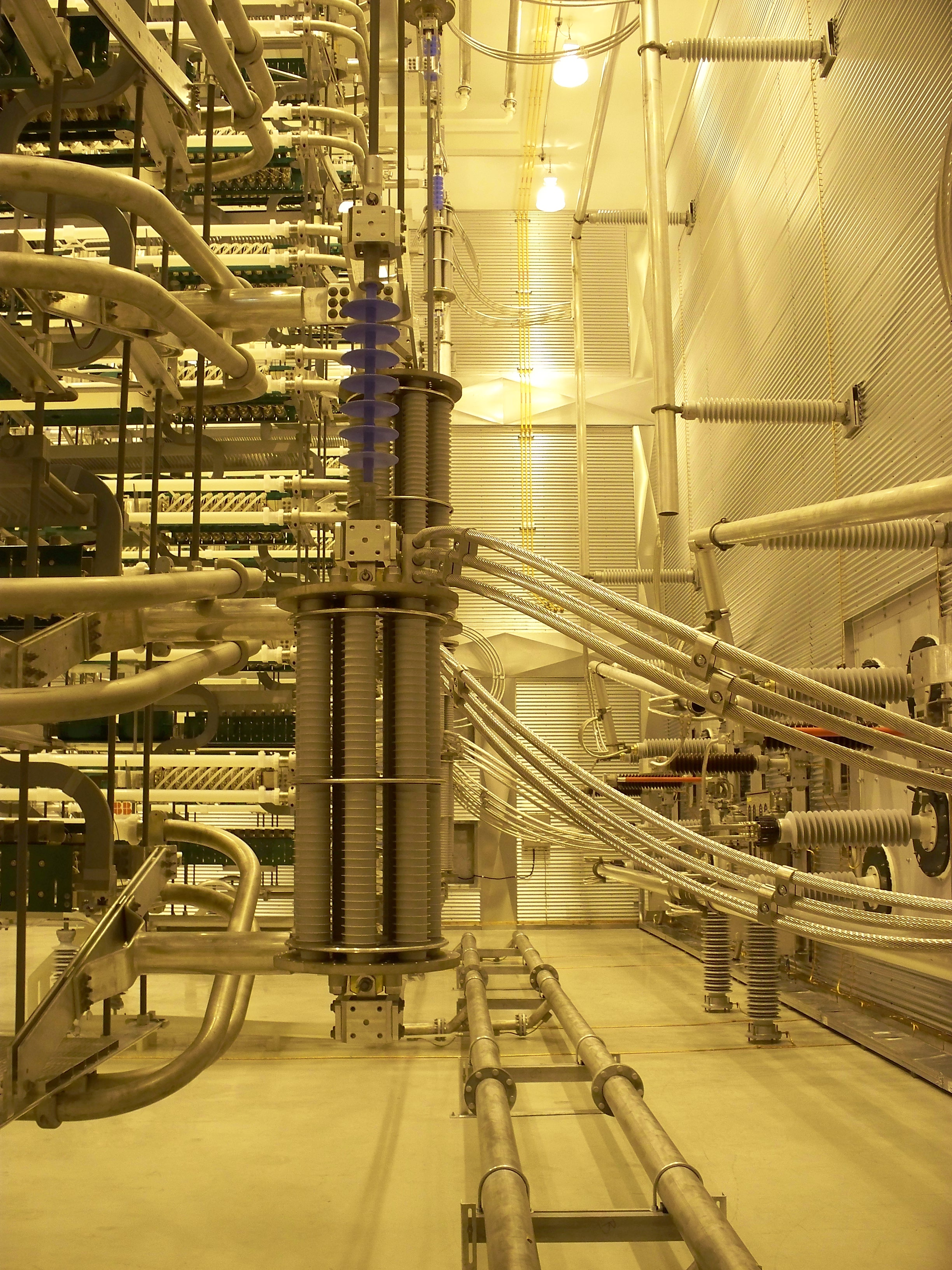
Выпрямитель на новом пункте Оттава в Л’Анж-Гардьене. Это объединение энергосистем позволяет синхронизировать электроэнергию, производимую в Квебеке с сетью Hydro One в Онтарио. Этот пункт высоковольтного постоянного тока позволяет запросто вывозить до 1250 МВт электроэнергии начиная с 2009.

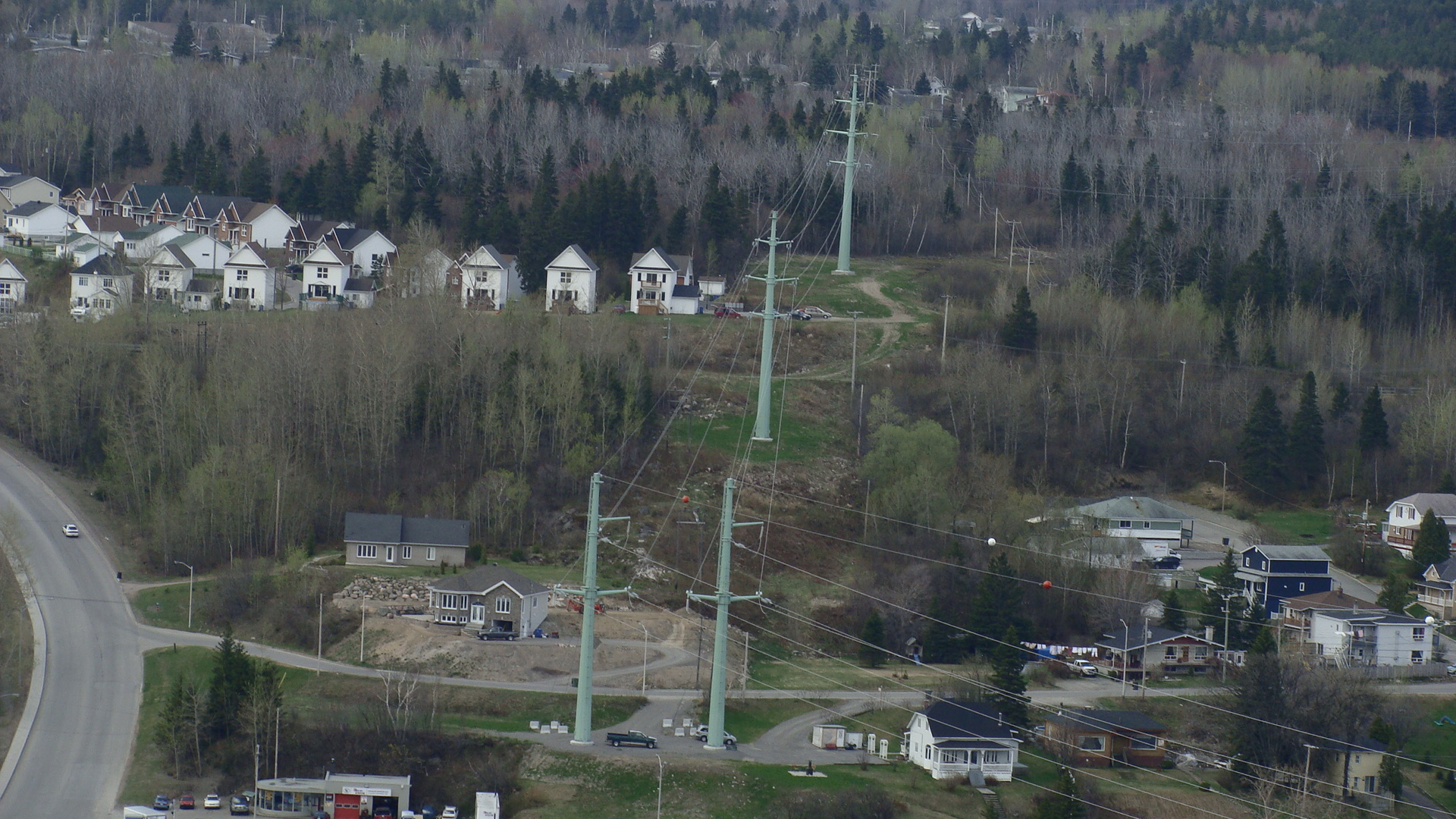
Ряд трубчатых опор, или «ландышей», в округе Шикутими (около реки Сагеней) города Сагенея.

Будучи признанным мировым лидером по сооружению и эксплуатации мощных высоковольтных электрических сетей, TransÉnergie эксплуатирует крупнейшую систему электропередачи в Северной Америке, следит за надёжностью объединения энергосистем Квебека с North American Electric Reliability Corporation (NERC) и участвует в работе Northeast Power Coordinating Council (NPCC). TransÉnergie управляет движением энергии по сети и обеспечивает участникам оптового рынка доступ без дискриминации.
Политика доступа без дискриминации позволяет, например, Nalcor с марта 2009 продавать часть своей энергии с электростанции Черчилл-Фоллс на рынках штата Нью-Йорк, используя установки Hydro-Québec TransÉnergie посредством оплаты транспортных издержек.
К тому же, управление контроля над движением энергии (КДЭ) TransÉnergie получило поручение координировать надёжность системы электрических сетей на территории Квебека на основании двустороннего соглашения между Управлением энергетики Квебека и FERC США.
Её сеть высоковольтных линий длиной 33 453 км, из которых 11 422 км под напряжением 765 и 735 кВ, насчитывает 514 трансформаторных пунктов. Она связана с соседними сетями Канады и США 18 объединениями общей максимальной способностью импортировать 9 575 МВт и экспортировать 7 100 МВт.

#### Объединение энергосистем
Система передачи электроэнергии TransÉnergie действует асинхронно со своими соседями по восточному объединению. Даже притом, что переменный ток используется в Квебеке с такой же частотой, что и в остальной Северной Америке (60 герц), он не совпадает по фазе с током всего континента. Таким образом, TransÉnergie использует выпрямители переменного тока в постоянный для вывоза или импорта электроэнергии.
Эта особенность квебекской сети позволила Hydro-Québec поддерживать службу — за исключением пяти электростанций Оттавы, прямо соединённых с онтарианской сетью, — во время североамериканского перерыва в электроснабжении 14 августа 2003, когда лишились электроэнергии 50 миллионов человек в сетях, соседних с Онтарио и на северо-востоке США.
С 2009 новое объединение энергосистем, оснащённое выпрямителями переменного тока в постоянный в 1250 МВт, связывает сеть TransÉnergie с сетью Hydro One. Пункт Оттава в Л’Анж-Гардьене, около границы с Онтарио и новая ЛЭП в 315 кВ, построенная в рамках проекта, получили инвестиций на 700 миллионов долларов.
Система электропередачи TransÉnergie также характеризуется большими расстояниями, отделяющими производственные пункты от потребительских рынков. Например, пункт Рэдиссон направляет выпуск с электростанций залива Джеймс к Николе и Монреальской области, то есть более чем на 1000 км к югу.
В 2009 TransÉnergie инвестировала в проекты капитального строительства сумму в 1196 миллионов долларов, из которых 423 миллиона — лишь на расширение своей сети. Кроме объединения с Онтарио, предприятие желает также построить второе соединение с постоянным током мощностью 1200 МВт между пунктом Де-Кантон в Эстри и Франклином в Нью-Гемпшире. Американский отрезок этой линии оценочной стоимостью 1,1 миллиарда американских долларов будет построен Northern Pass Transmission LLC, совместным предприятием двух американских дистрибуторов энергии Northeast Utilities (75 %) и Nstar (25 %), но должна сначала получить разрешение регламентарных властей Квебека и США. Он сможет вступить в строй в 2015 г. По мнению представителя Northeast Utilities, эта ЛЭП только ей одной позволит уже на треть выполнить план по сокращению выброса парниковых газов Новой Англии в рамках Regional Greenhouse Gas Initiative.

### Система распределения

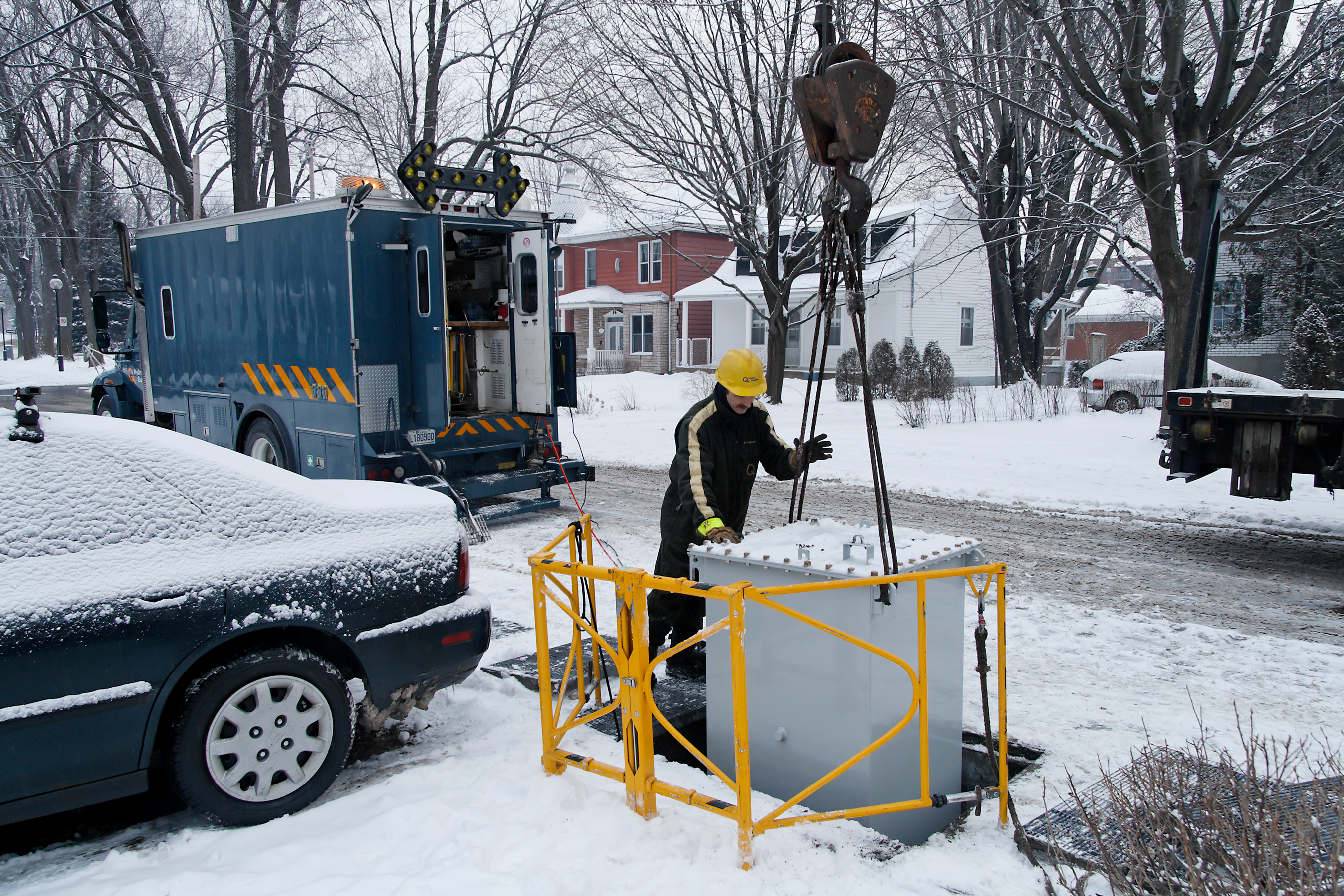
Служащий Hydro-Québec производит установку подземного преобразователя в Монреале.

Подразделение Distribution Hydro-Québec отвечает за управление поставками и розничную продажу электроэнергии квебекским покупателям. Оно использует сеть линий в 112 089 км со средним и низким напряжением по всему Квебеку, за исключением территорий девяти муниципальных электросетей — Альмы, Эймоса, Бе-Комо, Котикука, Жольета, Мейгога, Сагенея, Шербрука и Уэстмаунта — и электрического кооператива из Сен-Жан-Батист-де-Рувиля.
Оно покупает, главным образом, патримониальный объём электроэнергии у Hydro-Québec Production, а избыточные потребности удовлетворяются долгосрочными договорами, подписываемыми частными поставщиками по окончании тендерного процесса, краткосрочными закупками на соседних рынках. В крайнем случае Hydro-Québec Distribution может прибегнуть к услугам Hydro-Québec Production в случае непредвиденных нужд. Различные договора на снабжение подлежат утверждению Управлением энергетики Квебека, принимающим это во внимание при установлении ставок.
К настоящему времени Hydro-Québec подписал договор на когенерацию на природном газе (507 МВт в 2003), три договора на когенерацию на лесной биомассе (47,5 МВт в 2004—2005), 10 договоров на ветряное производство (2 994 МВт в 2005 и 2008), а также договор на перерабатываемую энергию и на базе Hydro-Québec Production (600 МВт в 2002).
Hydro-Québec Distribution также отвечает за производство электроэнергии, требующейся автономным сетям, питающим североквебекские деревни и общины, не соединённые с главной сетью. Он управляет 23 теплоцентралями на дизельном топливе и гидроэлектростанцией в Нижнем Кот-Норе, на Островах Мадлен, в Верхнем Мориси и Нунавике.

### Другая деятельность

#### Строительство
Подразделение Hydro-Québec Équipement действует как генеральный подрядчик крупных строек Hydro-Québec, за исключением работ, реализуемых на территории, покрываемой Соглашением о заливе Джеймс и Северном Квебеке 1975 года, доверенных другому дочернему предприятию, Энергетической компании залива Джеймс.
В начале XXI века Hydro-Québec вернулся к сооружению новых электростанций для использования благоприятного положения, созданного либерализацией североамериканских рынков электроэнергии, а также для удовлетворения выросшего квебекского спроса. Стратегический план компании 2009—2013 предусматривает валовые инвестиции на 10,4 миллиарда долларов для строительства и восстановления электрогенерирующих агрегатов.
Кроме проекта Истмейн-1А—Сарсель—Руперт, который должен быть завершён в 2012, важнейшим осуществляющимся строительным проектом является новый комплекс из четырёх гидроэлектростанций на реке Ромен суммарной мощностью 1 550 МВт, сооружение которого началось 13 мая 2009. Комплекс Ромен, строительство которого потребует инвестиций в 6,5 миллиарда долларов, должны быть завершены и постепенно запущены с 2014 по 2020 годы.
В своём вступительном слове в марте 2009 года премьер-министр Квебека Жан Шаре объявил о намерении своего правительства развивать гидроэнергетический потенциал другой реки Кот-Нора — Пти-Мекатины. Также обсуждаются другие проекты, в том числе сооружение электростанции на реке Магпи, электростанции Табаре около плотины Кипава в Темискаминге, а также наращивание мощности электростанций Жан-Лесаж (120 МВт), Рене-Левек (210 МВт) и установка дополнительной турбины на электростанции SM-3 (440 МВт).

#### Исследования и разработки
С 1967 Hydro-Québec вкладывает капитал в исследования и разработки. Кроме финансирования университетских исследований, он также единственное из энергетических предприятий Северной Америки имеет свой собственный исследовательский центр — варенский Научно-исследовательский институт Hydro-Québec (IREQ) на Южном берегу Монреаля. Этот центр, основанный инженером Лионелем Буле, специализируется на высоком напряжении, механике и термомеханике, на имитации сетей и эталонировании.
Именно исследования учёных и инженеров IREQ позволили продлить жизнь плотин, улучшить производительность оборудования, автоматизировать управление сетью и увеличить передаваемую мощность некоторых высоковольтных линий.
Другой исследовательский центр, шавиниганская Лаборатория технологий в области энергии (ЛТЭ) в Мориси, была торжественно открыта в 1988 году для приспособления и развития новых продуктов и приёмов, улучшающих энергоэффективность покупателей.

#### Электрификация транспорта

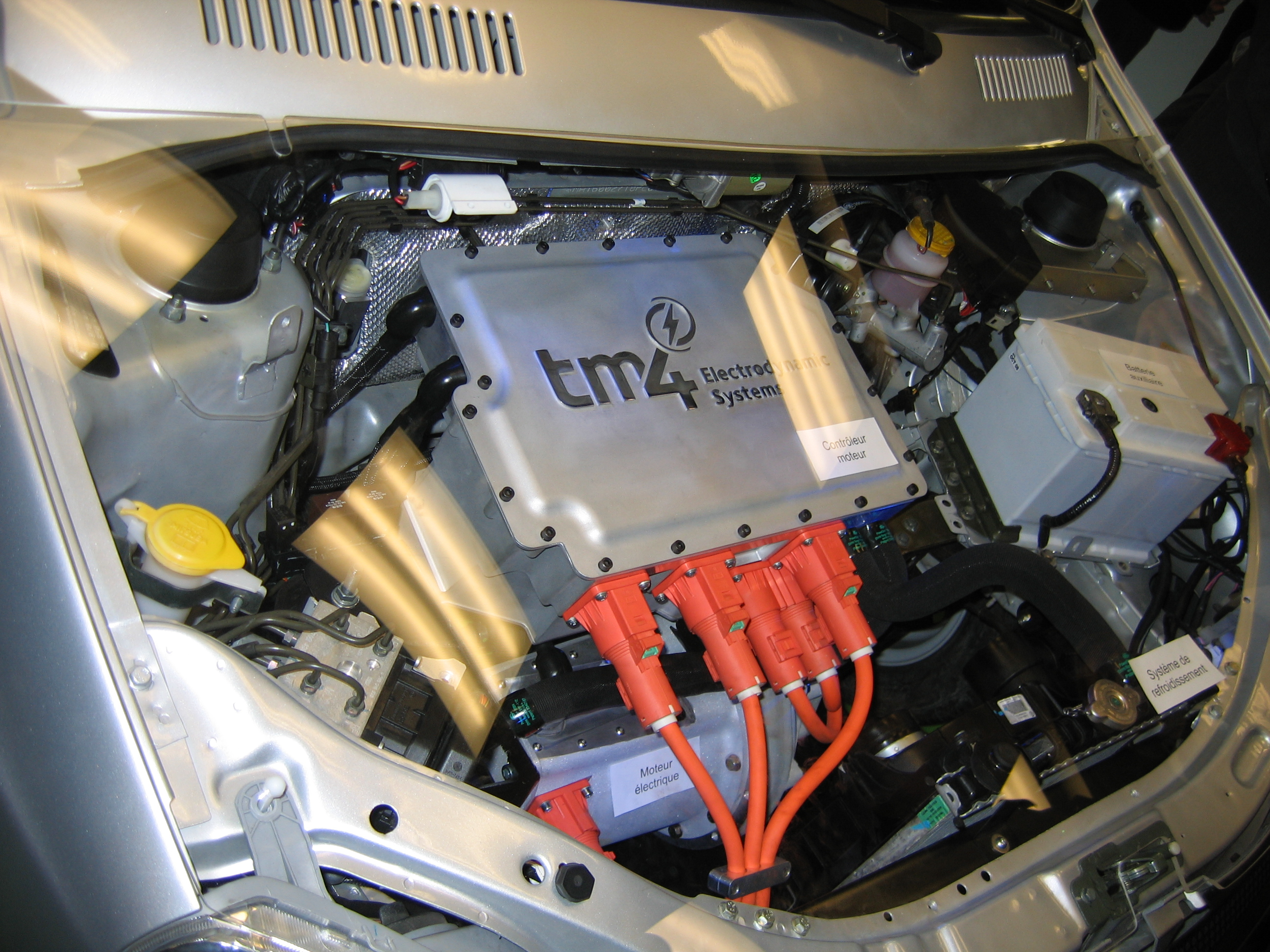
Двигатель TM4 Hydro-Québec.

Некоторые из этих изобретений, в том числе колёсный электродвигатель, поразили воображение квебекцев. Hydro-Québec был критикуем за то, что не извлекает выгоду из модели, представленной инженером и физиком Пьером Кутюром в 1994 году. Наследник колёсного двигателя выпущен в продажу дочерним предприятием TM4, связанным с объединением Dassault и владельцем фабрики Heuliez в развитии электромобиля Cleanova. Прототипы были построены в 2006.
В 2009 году руководство Hydro-Québec объявило, что его двигатель был выбран Tata Motors и датской фирмой Miljø для оборудования демонстрационной версии своей модели Indica Vista, которая будет испытываться в Норвегии. В июне 2009 года предприятие также подписало протокол соглашения по реализации программы испытания гибридной перезаряжаемой версии кроссовера Ford Escape.
В январе 2010 года Hydro-Québec присоединился к новой пилотной программе по внедрению электромобилей. Эта программа, которая начнётся осенью 2010, будет осуществляться при сотрудничестве города Бушевиля, местных предприятий и фабрики Mitsubishi Motors. Она позволит оценить рабочие характеристики пятидесяти автомобилей i-MiEV в различных реальных обстоятельствах использования, в частности в условиях зимнего вождения.
Исследователи IREQ работают также над развитием новых технологий в области батарей для электромобиля. Исследования ориентированы на технологии, которые увеличат автономию транспортных средств, улучшат эффективность в холодную погоду и сократят время зарядки.

#### Международные проекты
В 1978 году Hydro-Québec делает решительный международный шаг. До этой даты предприятие имело целью лишь энергетическое развитие и поддержку экономического развития в Квебеке. Новое дочернее предприятие Hydro-Québec International основано с целью передать опыт предприятия в сферах его компетенции за рубеж — в распределении, производстве и перевозке электроэнергии. Новая единица опирается на компетенцию основной фирмы, будь то техническую, финансовую или гуманитарную.
В течение 25 следующих лет Hydro-Québec был особенно деятелен за пределами страны, участвуя в управлении сетями передачи электроэнергии и электростанциями: Transelec в Чили, Cross Sound Cable в США, сетью Consorcio Transmantaro в Перу, Hidroelectrica Rio Lajas в Коста-Рике, Murraylink в Австралии и электростанцией Фортуна в Панаме.
В 1999 году квебекская государственная компания быстро заполучила долю в 17 % в капитале SENELEC, когда сенегальское правительство решило продать его консорциуму под руководством французской компании Elyo, дочернего предприятия группы Suez Lyonnaise des Eaux. В следующем году соглашение было аннулировано.
То же самое международное дочернее предприятие Hydro-Québec приобрело долю в 20 % в Meiya Power Company в Китае на сумму 83 миллиона долларов, которую оно будет иметь в своём владении до июля 2004 года. Hydro-Québec участвовал также как консультант в ряде проектов гидроэлектростанций по всему миру. Представители компании были косвенно вовлечены в сооружение плотины Трёх ущелий, предоставляя китайским инженерам услуги по образованию в области управления, финансов и гидравлической активности плотин.
Hydro-Québec постепенно ушёл с международного рынка в период с 2003 по 2006 года, удачно и выгодно перепродав свои доли в иностранных предприятиях. Чистая прибыль от этих соглашений была передана в Фонд поколений.

## Окружающая среда

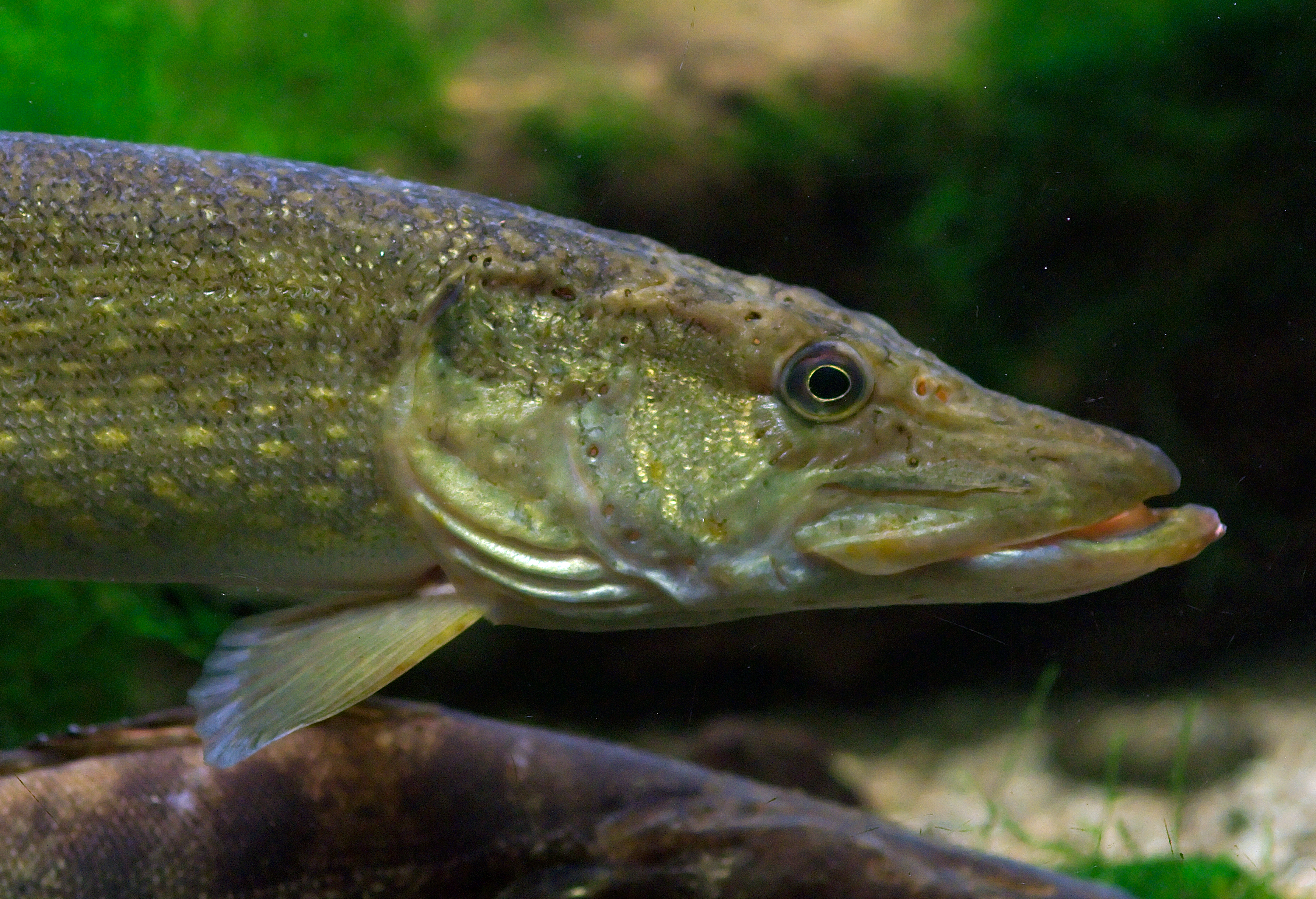
Щукой обыкновенной (Esox lucius) водохранилище Робер-Бурасса изобилует лишь со времени его заполнения. Её распространение сопровождалось уменьшением количества светлопёрого судака (Stizostedion vitreum)

Сооружение производственных пунктов, транспортных установок и электрораспределительных устройств отражается на окружающей среде. Везде, где построены установки, деятельность Hydro-Québec отражается на природной среде и на жителях этих областей. Кроме того, создание новых водохранилищ превращает ртуть, присутствующую в растениях, в метилртуть, восходящую по пищевой цепи, периодически увеличивающую выбросы парниковых газов из водоёмов, превращённых в водохранилища, и вызывающую эрозию берегов рек.
К тому же, сооружение гидроэлектростанций влечёт последствия для человеческой среды, в которой оно проводится, то есть вопрос заключается в препятствиях для навигации, содержании ртути в некоторых видах рыб, вылавливаемых в водохранилищах, потенциальной потере артефактов, позволяющих описать человеческое присутствие на территории или социально-культурные последствия уничтожения замкнутости коренного населения, живущего близ установок.
Постепенный учёт облика окружающей среды начался в Hydro-Québec с 1970-х. Принятие в 1972 году квебекского Закона о качестве окружающей среды, отказ от Проекта Шампиньи, предусматривавшего в 1973 году сооружение гидроаккумулирующей электростанции в долине Жак-Картье, и переговорный процесс между правительствами, Hydro-Québec и населением кри, приведший в 1975 году к подписанию Соглашения о заливе Джеймс и Северном Квебеке, вынуждают предприятие пересмотреть свой образ действий.
Для ответа на беспокойство за окружающую среду в 1970 году Hydro-Québec обзаводится комитетом по защите окружающей среды, а 1 сентября 1973 года — Управлением окружающей среды. Ему поручено изучать и измерять воздействие деятельности предприятия на окружающую среду, готовить экологические обоснования, предлагать смягчающие меры на новых проектах и существующих гидроэлектростанциях для проведения исследований в этих областях в сотрудничестве с университетскими исследователями.

### Воздействие на природную среду

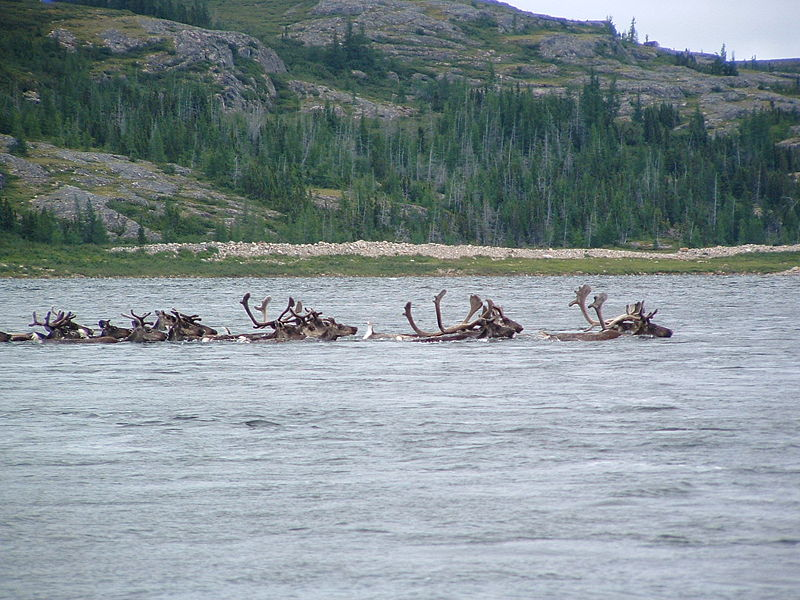
С 1970 по 2000 популяция карибу близ крупных водохранилищ Северного Квебека увеличилась.

Предприятие создало сеть станций мониторинга и наблюдения за воздействием на окружающую среду комплекса Ла-Гранд, которая с 1978 предоставляла множество данных о североквебекской среде. 30 первых лет исследований в области залива Джеймс позволили утверждать, что содержание ртути в мясе рыбы увеличилось в 3—6 раз за 5—10 лет, за которые были заполнены водохранилища, и что оно снизилось до нормального уровня через 20—30 лет. Эти результаты подтверждают похожие исследования, проведённые в Канаде, США и Финляндии. Наряду с этим, есть возможность уменьшить воздействие ртути на население, потребляющее пищу, богатую рыбой, путём информационных программ без радикального изменения его режима питания, но избегая некоторые виды рыб.
Вместе с тем, установки, изученные Hydro-Québec, указывают на то, что наземная окружающая среда не подверглась отрицательному воздействию, за исключением некоторых малоподвижных видов, утонувших во время заполнения водохранилища. Популяции переселяющихся видов воспользовались стабильной средой, которую предоставили водохранилища, «так что потребовалось увеличить охоту, особенно на карибу».
Изучение выброса парниковых газов позволило определить, что он значительно увеличивается в течение четырёх лет после заполнения водохранилища, затем через 10 лет устанавливается на уровне, близком к среднему. Энергия, произведённая на электростанциях проекта Залив Джеймс, является причиной валовых выбросов порядка 33 000 тонн в эквиваленте CO2 на тераватт-час. Hydro-Québec утверждает, что его гидроэлектростанции выпускают в 35 раз меньше парниковых газов, чем электростанции на природном газе, и в 70 раз меньше, чем их аналоги на угле.

### Воздействие на общественную среду

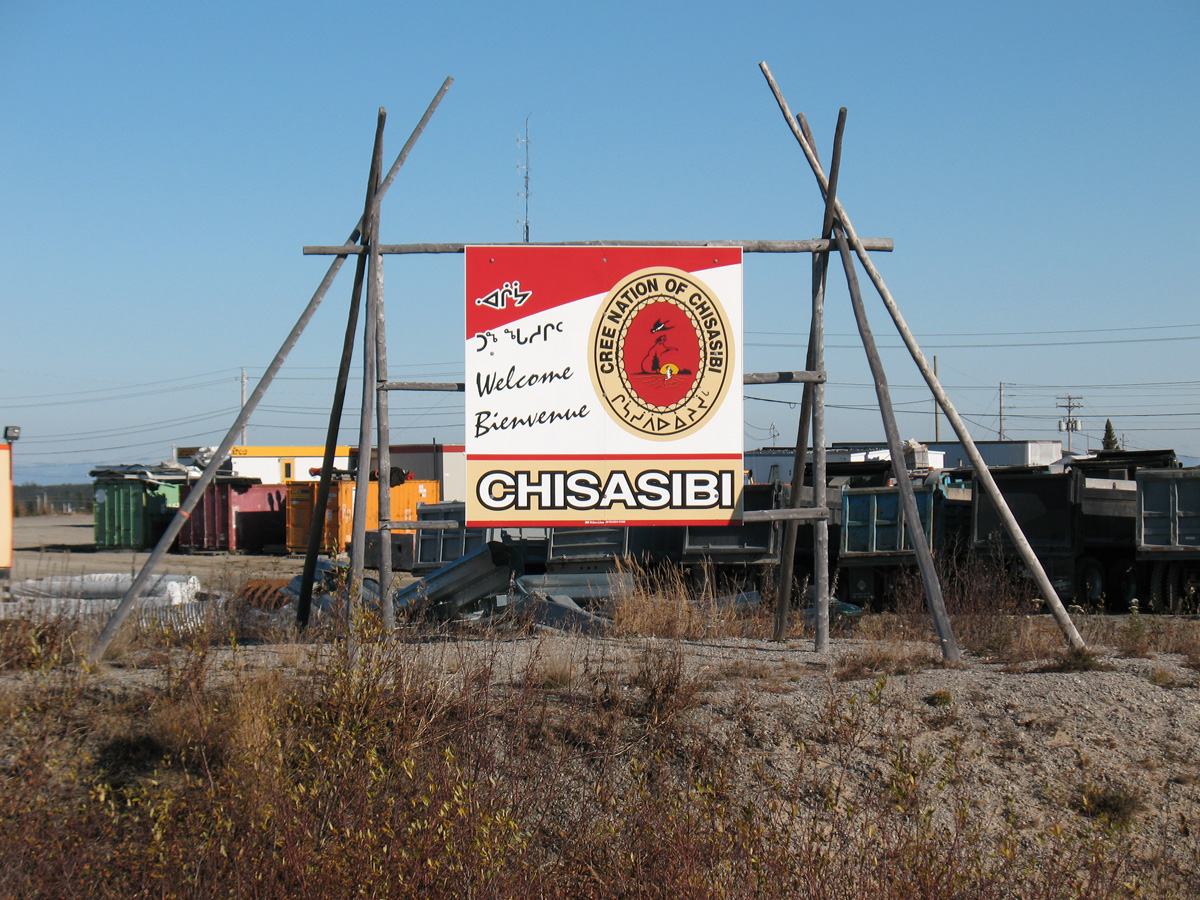
Из всех общин кри Чисасиби оказалась более других затронутой наводнениями, вызванными развитием энергетического потенциала реки Ла-Гранд.

Другой повод для беспокойства за окружающую среду связан с историческими жителями областей, затронутых гидроэнергетическим развитием,— инну Кот-Нора и кри с эскимосами в Северном Квебеке. Гидроэнергетическое развитие с 1972 по 1995 годы ускорило уже начавшееся движение перевода коренного населения на оседлый образ жизни. Новые социальные и воспитательные службы под управлением общин на основании Соглашения о заливе Джеймс и Северном Квебеке и начальное заполнение водохранилищ, затопивших некоторые традиционные трапперские или рыбацкие территории, являются одними из главных причин ускорения оседлого образа жизни.
Изменение было так быстро, что автохтонные общины, особенно кри, «окончательно приблизились к южному индустриализированному обществу». Сходный феномен наблюдался после сооружения дорог или гидроэлектростанций близ изолированных общин Канады и Скандинавии. Между тем, отмечается некоторое обострение социальных проблем вследствие увеличения безработицы после окончания строительства в 1990-х.
После сильного движения населения, сопротивляющегося проекту постройки теплоэлектростанции Сюруа, и окончательного отказа от проекта в ноябре 2004 Hydro-Québec под управлением своего нового председателя правления Тьерри Вандаля в 2005 вновь подтвердил направленность предприятия на энергоэффективность, гидроэнергетику и развитие новых энергетических технологий. С тех пор Hydro-Québec регулярно сообщает три своих решительных критерия для нового гидроэнергетического развития: рентабельность, приемлемость окружающей средой и благосклонное отношение населения.
Наконец, с 1980-х Hydro-Québec присоединяется к различным инициативам долговременного развития. Его подход в этой области установлен на трёх началах: экономическое развитие, социальное развитие и защита окружающей среды. С 2007 он участвует в системе Global Reporting Initiative, возглавляющей распространение достижений в области долговременного развития на международном уровне. На предприятии занято 250 специалистов и управляющих в области окружающей среды, и создана система управления окружающей средой в соответствии со стандартом ISO 14001.

## Тарифы и покупатели

### Квебекский рынок
|                               | Число клиентов | Число клиентов | Продажи в Квебеке (ГВт·ч) | Продажи в Квебеке (ГВт·ч) | Доходы (млн. CAD) | Доходы (млн. CAD) | Среднее потребление (кВт·ч) | Среднее потребление (кВт·ч) |
| 2010                          | 2009           | 2010           | 2009                      | 2010                      | 2009              | 2010              | 2009                        |                             |
| ----------------------------- | -------------- | -------------- | ------------------------- | ------------------------- | ----------------- | ----------------- | --------------------------- | --------------------------- |
| Домашние и сельские хозяйства | 3 698 169      | 3 649 470      | 59 534                    | 62 484                    | 4302              | 4500              | 16 205                      | 17 230                      |
| Общие и институционные        | 300 163        | 297 380        | 33 865                    | 34 151                    | 2648              | 2662              | 113 347                     | 115 009                     |
| Промышленные                  | 9589           | 9829           | 68 439                    | 63 310                    | 3185              | 3092              | 7 049 027                   | 6 350 050                   |
| Другие                        | 3868           | 3653           | 7647                      | 5371                      | 371               | 295               | 2 033 506                   | 1 501 957                   |
| Всего                         | 4 011 789      | 3 960 332      | 169 495                   | 165 316                   | 10 506            | 10 549            |                             |                             |

Динамика тарифов Hydro-Québec и индекса потребительских цен в Квебеке с 1998 по 2010.

В конце 2010 года Hydro-Québec насчитывал 4 011 789 клиентов, объединённых в три больших категории: домашние и сельские хозяйства (тариф D), коммерческие и институционные (тариф G) и промышленные потребители (тарифы M и L). Категория Другие объединяет, в частности, системы уличного освещения.
Около десяти ставок на распределение ежегодно устанавливаются Управлением энергетики после открытых заседаний. Тарификация основывается на издержках доставки услуги, включающих амортизацию основного капитала, запас на содержание установок в порядке, рост клиентуры и экономическую прибыль.
Ставки единообразны для всей квебекской территории и установлены в зависимости от вида потребителя и объёма потребления. Все эти ставки сильно варьируются, в силу различий между бытовыми, коммерческими и промышленными потребителями.
После периода тарифного замораживания с 1 мая 1998 по 1 января 2004 года ставки увеличивались 7 раз с 2004 по 2009 годы. Тем не менее, ставки Hydro-Québec одни из самых низких в Северной Америке.

#### Бытовые потребители

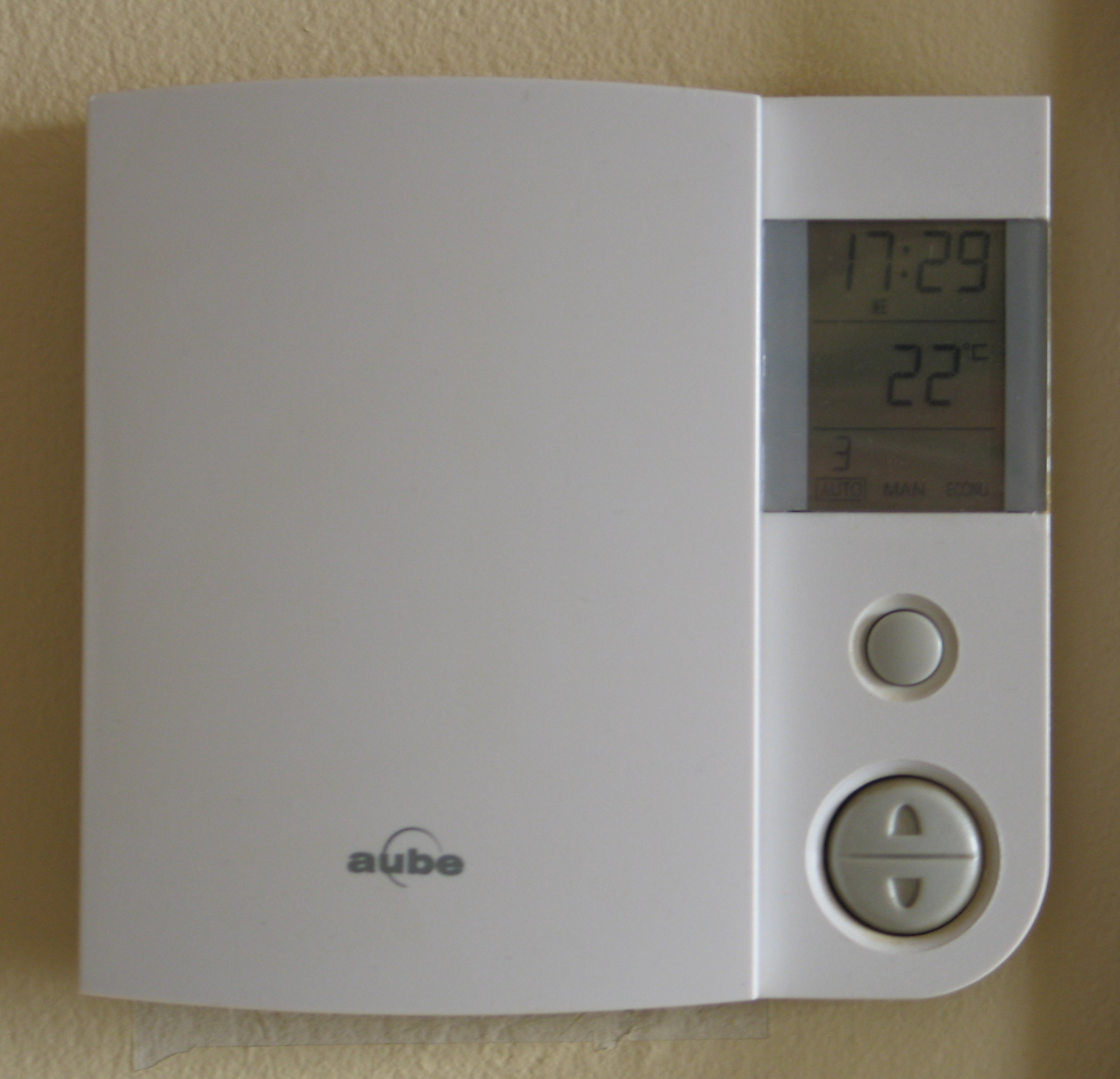
По оценке Hydro-Québec электрическое отопление составляет более 50 % потребления электроэнергии его бытовыми клиентами в Квебеке

Среднее потребление бытовыми и земледельческими абонентами компании, установившееся в размере 16 205 кВт∙ч в 2010 году, относительно высоко ввиду использования электроэнергии для отопления в 68 % домов. Hydro-Québec делает оценку, что на отопление приходится более чем половина потребления электроэнергии одним домом в Квебеке.
Это предпочтение электрического отопления делает спрос на электроэнергию более непредсказуемым, но даёт также некоторые природоохранительные преимущества. Несмотря на очень холодный климат зимой, квебекские дома отвечают лишь за 5,5 % (4,65 Мт экв. CO2) выбросов парниковых газов в Квебеке в 2006. За период с 1990 по 2006 выбросы жилого сектора в Квебеке упали на 30 %.

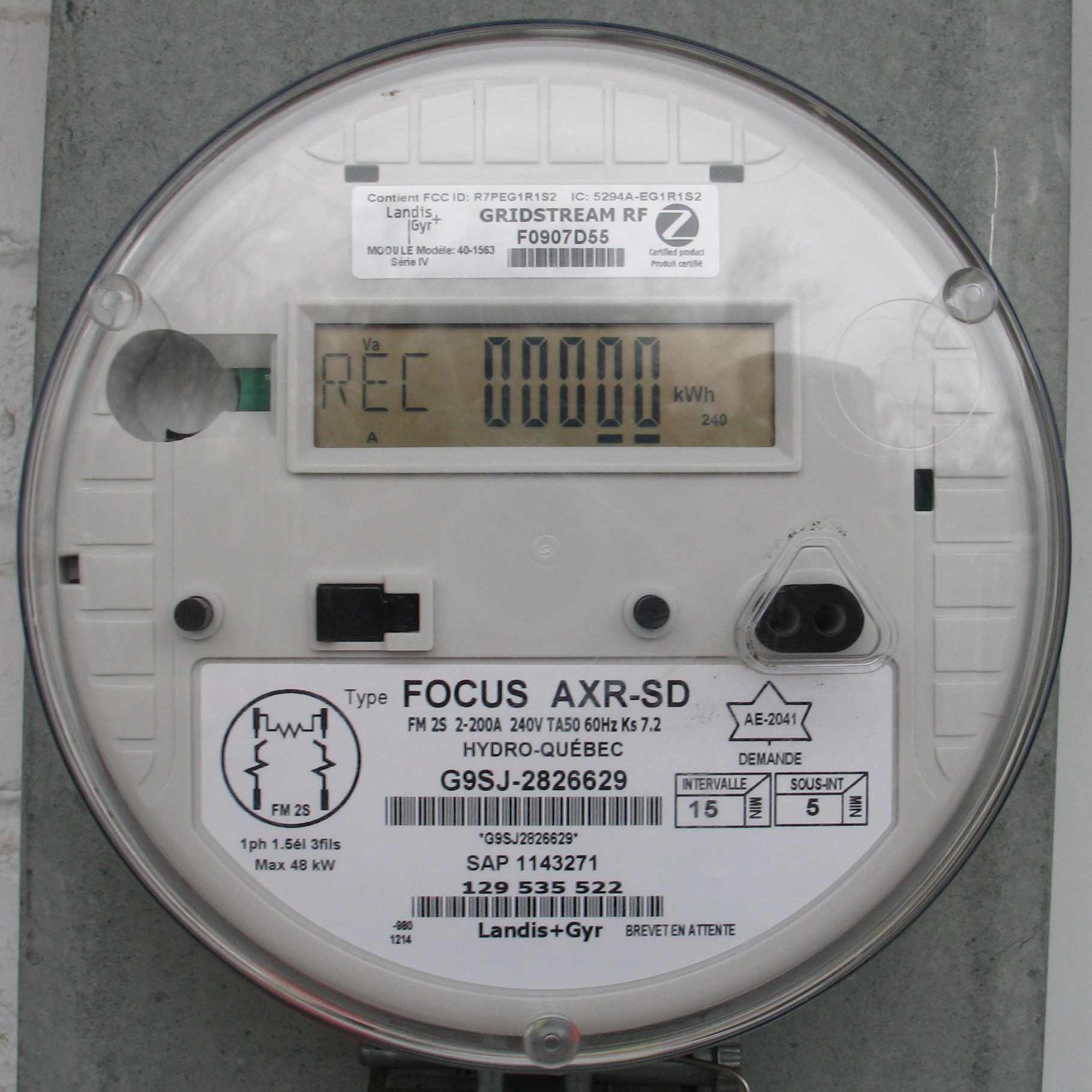
Электрический счётчик Hydro-Québec

Потребление электроэнергии домами колебается из года в год в связи с климатом. Однако пики нагрузки на сеть Hydro-Québec всегда приходятся на зиму. Рекорд потребления был установлен 24 января 2011 в 7:38 утра, когда спрос достиг мощности 38 200 мегаватт, побив предыдущий рекорд 38 286 мегаватт, установленный 16 января 2009 года. Температура, зарегистрированная в Квебеке в рекордный момент составляла −28 °C.
Действующий на 1 апреля 2010 года бытовой и земледельческий тариф на электроэнергию включает абонентскую плату, установленную в размере 40,64 цента в день, и два уровня цен в зависимости от потребления. 30 первых ежедневных киловатт-часов выписываются по 5,45 цента/киловатт-час, тогда как остальное потребление продаётся по 7,51 цента/киловатт-час. Средний счёт бытового абонента в 2008 году установился около 100 долларов в месяц.
Выписка с электрических счётчиков обычно производится каждые два месяца, а счета — двухмесячные. Предприятие предлагает бытовым клиентам возможность распределять сумму годового оцениваемого счёта за электроэнергию на 12 равных платежей. Оценка основывается на прежнем потреблении жилища клиента.

#### Промышленные потребители

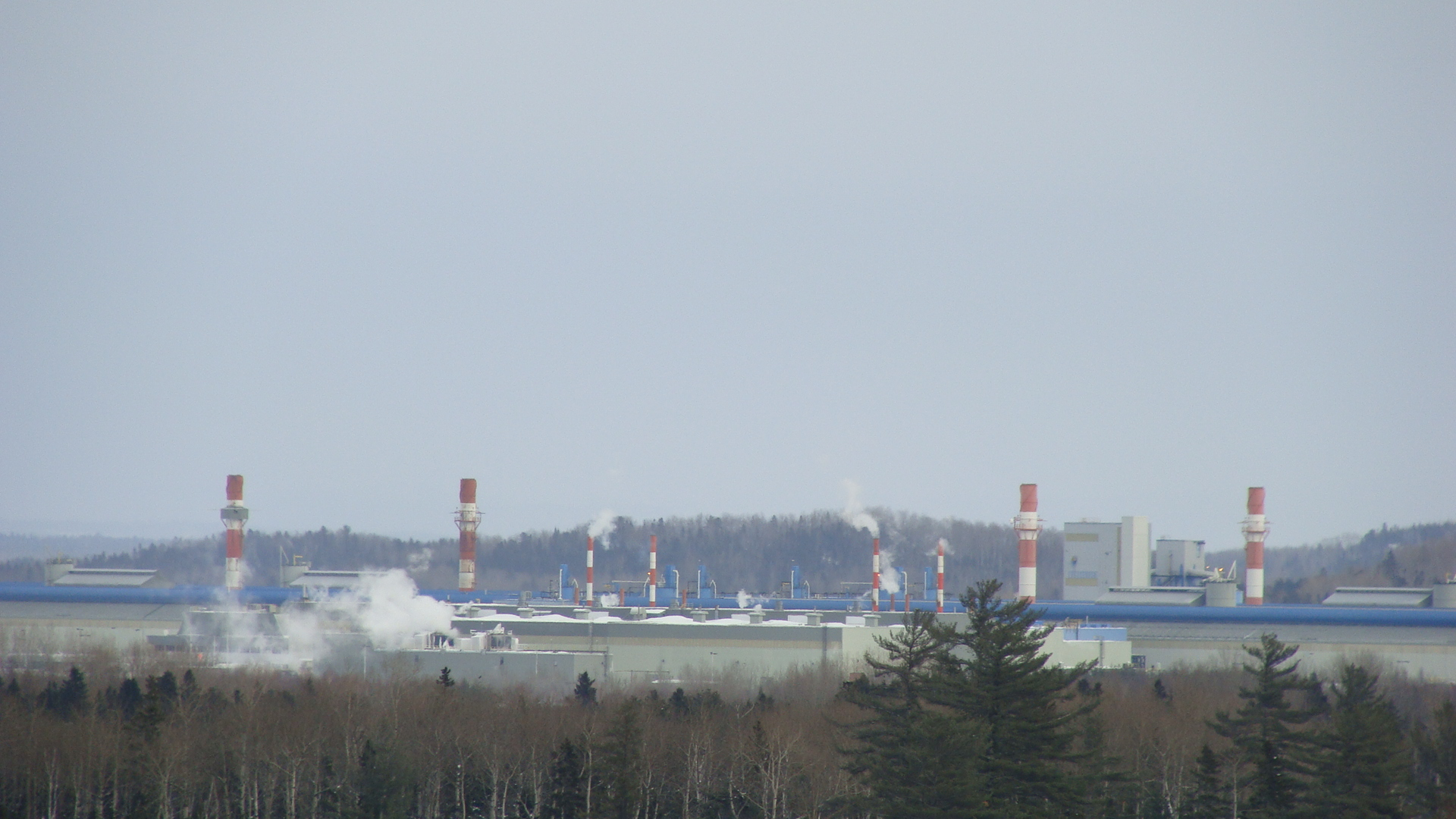
Латерьерский алюминиевый завод Rio Tinto Alcan в Сагенее. Крупная промышленность и, в частности, сектор выплавки, очистки металлов и целлюлозно-бумажный сектор, потребляет 40,6 % электроэнергии, продаваемой Hydro-Québec в Квебеке.

На протяжении целого века промышленное развитие Квебека стимулировалось изобилием гидроэнергетических ресурсов. Энергия представляет важную часть расходов целлюлозно-бумажного и алюминиевого секторов — двух отраслей промышленности, издавна существовавших в Квебеке. В 2009 промышленные клиенты потребили 63,3 тераватт-часа, или 38,3 % всей электроэнергии, продаваемой в Квебеке Hydro-Québec, что на 5,8 тераватт-часа меньше, чем в предыдущем году.
Крупная промышленность пользуется более низким тарифом, чем бытовые и коммерческие клиенты ввиду меньших издержек обращения. В 2008 абоненты тарифа большой мощности, тарифа L, платят в среднем 4,57 цента/киловатт-час.
Правительство Квебека использует низкие ставки за электроэнергию для привлечения новых предприятий и закрепления существующего числа рабочих мест. С 1974 правительство оставляет за собой право предоставлять или нет новые объёмы большой мощности предприятиям, имеющим на них спрос. Порог, закреплённый на уровне 175 МВт с 1987 по 2006, в стратегии Квебека 2006—2015 был сведён к 50 МВт.

##### Специальные ставки
В 1987 году производители алюминия Alcan и Alcoa заключили с Hydro-Québec и правительством спорные договорённости. Эти конфиденциальные договорённости, так называемые «о разделе риска», привели к изменению цен на электроэнергию в связи с различными факторами, в том числе мировыми ценами на алюминий и курсом канадского доллара. Эти договорённости постепенно заменены соглашениями, основанными на тарифе большой мощности.
10 мая 2007 года правительство Квебека всенародно объявило о договорённости с Alcan. Это соглашение, которое по-прежнему в силе, несмотря на продажу группы Rio Tinto, предусматривает возобновление гидроэнергетических концессий на реках Сагеней и Перибонка, сохранение инвестиций, монреальского местопребывания руководства и рабочих мест в Квебеке.
19 декабря 2008 года Hydro-Québec и Alcoa подписали соглашение об энергетических договорах. Это соглашение, которое продлится до 2040, подтверждает сохранение поставки электроэнергии трём алюминиевым заводам Alcoa в Квебеке, расположенным в Бе-Комо, Беканкуре и Дешамбо-Грондине. К тому же, оно позволяет Alcoa приступить к модернизации своего завода в Бе-Комо и увеличить свою производственную мощность со 110 000 тонн в год до 548 000 тонн.

##### Критика промышленных ставок
Ряд экономистов, например, Жан-Тома Бернар и Жерар Беланже из Университета Лаваль, оспаривает правительственную стратегию и утверждает, что продажи электроэнергии крупным промышленным потребителям являются слишком дорогими расходами для квебекской экономики. В статье, опубликованной в 2008 году, исследователи вычисляют, что одно рабочее место на новом алюминиевом заводе или в проекте расширения стоит от 255 357 до 729 653 долларов в год сравнительно с возможной альтернативой продавать избыточную электроэнергию на экспортных рынках.
Между тем, это вычисление оспорено Ассоциацией промышленных потребителей электроэнергии Квебека, которая утверждает в ответ, что данные с 2000 по 2006 годы доказывают, что цены, установленные Hydro-Québec на вывозимую электроэнергию тем ниже, чем больше её количество, и наоборот. «Констатируется, что чем больше вывоз, тем это невыгоднее»,— добавляет генеральный директор этой организации Люк Буланже, объясняющий этот феномен высокой изменчивостью цен с часу на час на рынках, соседних с Квебеком, и физическими пределами транспорта, уменьшающего максимальное количество, которое можно вывезти в периоды, когда цены наиболее высоки.

### Экспортный рынок
|                             | 2010   | 2009   | 2008   | 2007   | 2006   | 2005   | 2004   | 2003   | 2002   | 2001   | 2000   | 1999   |
| --------------------------- | ------ | ------ | ------ | ------ | ------ | ------ | ------ | ------ | ------ | ------ | ------ | ------ |
| Экспортные поставки (ГВт·ч) | 23 270 | 23 557 | 21 299 | 19 624 | 14 458 | 15 342 | 14 392 | 15 786 | 54 199 | 42 389 | 36 907 | 24 230 |
| Доходы (млн. CAD)           | 1513   | 1506   | 1 919  | 1 617  | 1 149  | 1 464  | 1 084  | 1 345  | 3 467  | 3 082  | 2 349  | 1 016  |
| Средний доход (CAD/МВт·ч)   | 65,02  | 63,93  | 90,10  | 82,40  | 79,47  | 95,42  | 75,32  | 85,20  | 63,97  | 72,71  | 63,65  | 41,93  |

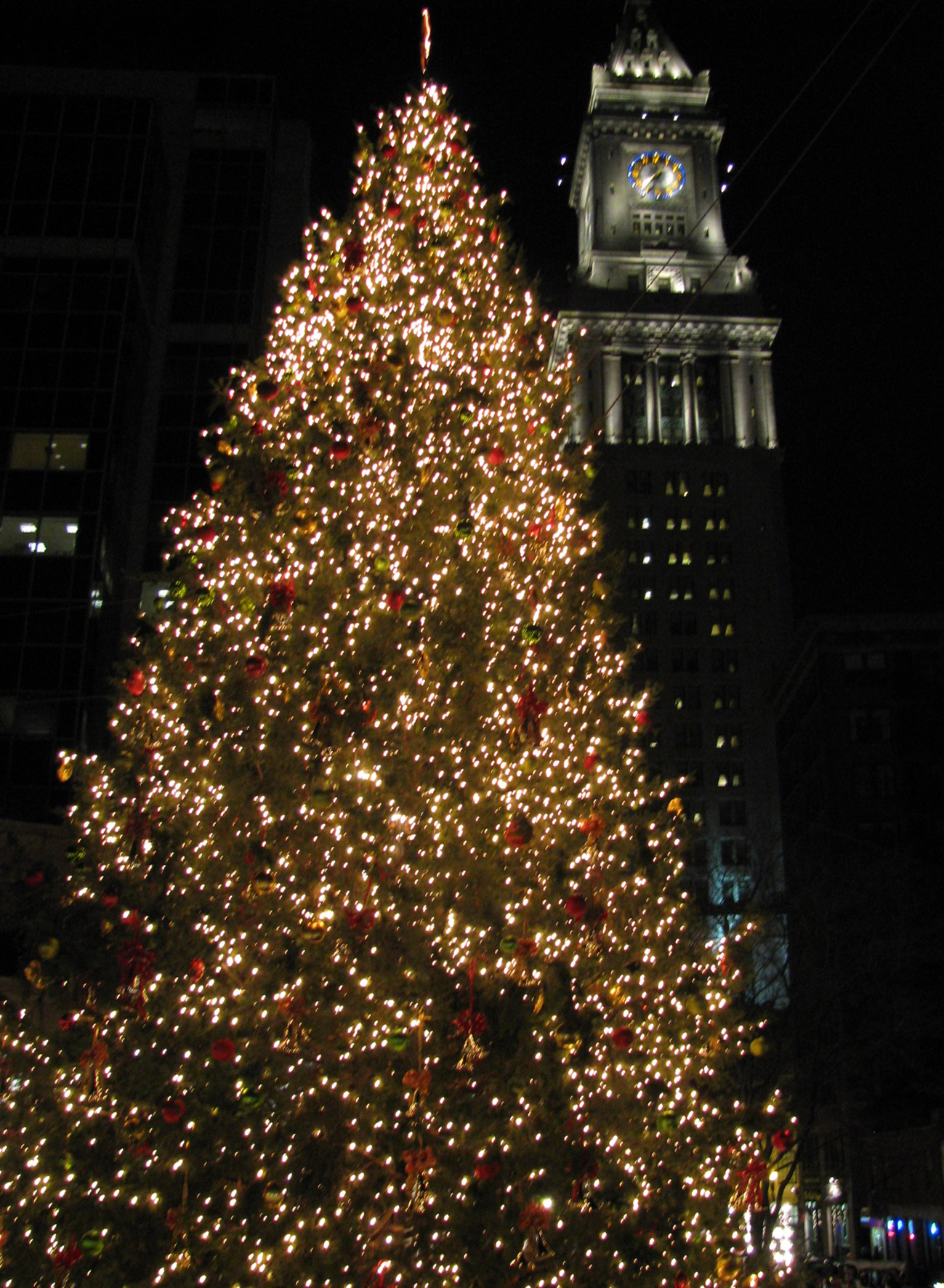
Часть электроэнергии, потребляемая в Бостоне, происходит с далёких плотин залива Джеймс. Линия постоянного тока в 450 кВ питает столицу Новой Англии с 1991.

Hydro-Québec вывозит часть своих излишков электроэнергии в соседние сети в Канаде и США на основании долгосрочных договоров и соглашения о рынках электроэнергии Новой Англии, штата Нью-Йорк и Онтарио. Два филиала, специализированных на энергетическом посредничестве, Энергетический маркетинг HQ и HQ Energy Services (U.S.), отвечают за эту деятельность за счёт компании. В 2008 объём экспортных поставок достиг 21,1 тераватт-часа и они принесли доходов квебекской государственной компании на 1,9 миллиарда долларов.

#### Спот-рынок
Компания располагает рядом преимуществ в своих соглашениях об экспортных сделках. Прежде всего, её парк гидроэлектростанций с водохранилищами позволяет управлять многолетними запасами и не требует никакого топлива, стоимость которого регулярно колеблется. Таким образом, Hydro-Québec может подогнать производство в зависимости от спроса, что позволяет днём продавать электроэнергию по более высоким ценам, а ночью, когда цены ниже,— импортировать. Наконец, квебекская электрическая сеть регистрирует свой годовой пик зимой вследствие отопления, в отличие от соседних сетей Онтарио, штата Нью-Йорк и Новой Англии, переживающих ярко выраженный рост потребления летом ввиду потребности в кондиционировании воздуха в домах и конторах.

#### Долгосрочные обязательства
Хотя большая часть продаж в 2009 году приходится на краткосрочные соглашения, Hydro-Québec исполняет обязательства и по двум более долгосрочным договорам. Первый из них, подписанный в 1990 с группой из 13 электрических сетей штата Вермонт, касается продажи 328 МВт по твёрдой цене. Экспортные поставки Hydro-Québec составляют 28 % потребления этого штата, соседнего с Квебеком.
11 марта 2010 года два крупнейших дистрибутора электроэнергии в Вермонте Green Mountain Power и Central Vermont Public Service подписали протокол соглашения о продаже максимальной мощности 225 МВт на период с 2012 по 2038 годы. Соглашение предусматривает, в частности, механизм регулирования цен для сокращения рисков, связанных с неустойчивостью рынков, и вынуждает Вермонт сделать крупные гидроэлектростанции источником возобновляемых энергоресурсов. Закон о возобновляемых энергоресурсах H.781 был принят обеими палатами законодательного органа и ратифицирован губернатором Джимом Дугласом 4 июня 2010 года.
Второй договор с дистрибутором Cornwall Electric, дочерним предприятием Fortis Inc., обслуживающим 23 000 клиентов области Корнуолл в Онтарио, будет действителен до конца 2019 года.
Избрание президентом США Барака Обамы, борющегося за возобновляемые энергоресурсы, за введение системы сменных прав на выброс и за развитие электрических автомобилей, отразилось на экспортной стратегии Hydro-Québec. Несмотря на успех современной стратегии продажи на краткосрочных рынках, ответственный за Hydro-Québec министр Клод Бешар 3 февраля 2009 года, как и во время пуска комплекса у залива Джеймс, попросил приготовить новый стратегический план, который включал бы ратификацию окончательных долгосрочных соглашений с США. Желание правительства нашло отклик в Стратегическом плане, опубликованном Hydro-Québec в июле 2009 года.

## Hydro-Québec и квебекское общество

### Национальная идентичность и популярная культура
Лет десять назад исследователи начали интересоваться местом, которое Hydro-Québec занимает в идентичности и квебекской культуре. По мнению историка Стефана Савара, Hydro-Québec находится в центре политических, экономических, социальных и культурных интересов современного Квебека. «Он больше, чем простое государственное предприятие, он становится особым инструментом продвижения символических представлений о франкоговорящем Квебеке, которые неизбежно находятся в основе идентифицирующих ориентиров при постоянных изменениях».
Географ Каролина Дебьен полагает, что вызов природе, брошенный Hydro-Québec, относится к сущностным понятиям. Так, обращение-лозунг «электроэнергия в нашей природе» устанавливает связь между природой в неизменном характере — материальным пространством нации — и фундаментальной идентичностью квебекцев в европейском сознании нации.
Работы Доминик Перрон касаются в основном кампаний по продвижению квебекской государственной компании. В работе, опубликованной в 2006, Доминик Перрон объединяет развитие «homo hydroquebecensis» — идро-квебекца из телевизионной рекламы 1970-х — с развитием идентифицирующего сознания, сосредоточенного на территории Квебека.
Также, Перрон связывает представления, переданные в телесериале Водные строители, созданном и финансированном Hydro-Québec в 1997, с заботами по объединению «достижений предприятия в тихой революции и его национализма, сосредоточенного на территории Квебека».

### Общественные движения
Квебекские общественные движения и заинтересованные группы регулярно принимают участие в работе СМИ и трёх общественных форумов: парламентских комиссиях Национального собрания, публичных встречах Бюро открытых заседаний по окружающей среде и различных судебных заседаниях, о которых Hydro-Québec отчитывается перед Управлением энергетики Квебека.
Деловые круги также обычно придерживаются доброжелательного отношения к Hydro-Québec. Группы, представляющие владельцев фабрик, содействуют сохранению стабильно низких цен и борются за увеличение производства. Однако некоторые группы, представляющие малый бизнес, требуют более справедливого взаимного субсидирования коммерческих и институциональных клиентов.
Профессиональные союзы, в частности самый активный профсоюз в строительной сфере Федерация работников Квебека (ФРК), не менее благосклонны к развитию гидроэлектроэнергетики — сектора, создающего хорошо оплачиваемые рабочие места. Наряду с этим, ФРК высказалась за реконструкцию атомной электростанции Жантийи, которая должна начаться в 2011 году.
У движения в защиту окружающей среды, со своей стороны, сложные отношения с Hydro-Québec. Некоторые группы говорят о практически полном нейтралитете и соглашаются на меценатство государственной компании, другие делают запросы выборочно или же высказываются за прекращение гидроэлектрического развития или выработки электроэнергии атомной электростанцией Жантийи. По мнению социологов Перрон, Вайанкура и Дюрана, эта двойственность квебекского экологического движения объясняется, в частности, социал-демократической логикой Hydro-Québec, связанной с его статусом национализированного предприятия и символа автономии и развития Квебека.

## Председатели
| №  | Имя                   | Вступление в должность |
| -- | --------------------- | ---------------------- |
| 1  | Телесфор-Дамьен Бушар | 15 апреля 1944         |
| 2  | Л.-Эжен Потвен        | 29 июня 1944           |
| 3  | Ж.-Артюр Савуа        | 1 июня 1955            |
| 4  | Жан-Клод Лессар       | 7 сентября 1960        |
| 5  | Ролан Жиру            | 1 августа 1969         |
| 6  | Роберт А. Бойд        | 9 августа 1979         |
| 7  | Ги Куломб             | 15 января 1982         |
| 8  | Клод Буавен           | 2 мая 1988             |
| 9  | Арман Кутюр           | Сентябрь 1992          |
| 10 | Бенуа Мишель          | 1 декабря 1995         |
| 11 | Андре Кайе            | 1 октября 1996         |
| 12 | Тьерри Вандаль        | 6 апреля 2005          |

С 1944 по 1978 высшее управление Hydro-Québec состояло из пяти комиссаров, один из них действовал в качестве председателя.